# Abația Fleury
Abația Saint-Benoît-sur-Loire, mai exact Abația de Fleury, este o abație benedictină situată pe teritoriul comunei franceze Saint-Benoît-sur-Loire, în departamentul Loiret, în regiunea Centre-Val de Loire.
Prima mănăstire, fondată în Evul Mediu timpuriu în anul 651, este una dintre primele din Galia care a urmat regula Sfântului Benedict, iar relicvele acestuia au fost transferate aici. La începutul secolului al XI-lea, abația era unul dintre centrele culturale ale Occidentului, remarcându-se prin biblioteca sa vastă și scriptoriumul său. După un incendiu în anul 1026, biserica actuală a fost reconstruită, iar turnul-portal ocupă un loc important la începutul perioadei dominate de arta romanică, datorită calității excepționale a sculpturilor capitelurilor sale.
Biserica abațială este clasată ca monument istoric. Situl se află în partea de est a văii Loarei, inclusă în patrimoniul mondial UNESCO.

## Localizare

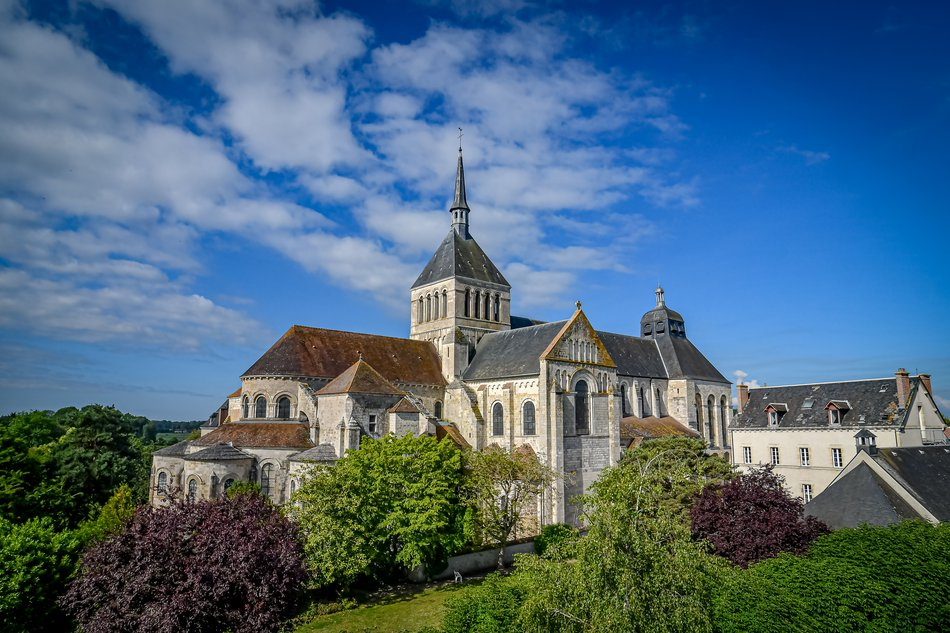
Biserica abațială Saint-Benoît

Abația de Fleury este situată pe teritoriul comunei Saint-Benoît-sur-Loire, la 650 de metri de malul nordic al Loarei, la o altitudine de 114 metri, în departamentul francez Loiret și în regiunea naturală Val de Loire. Biserica abațială este accesibilă prin strada Orléanaise (drumul departamental 60), precum și prin strada și piața abației.

## Istoric

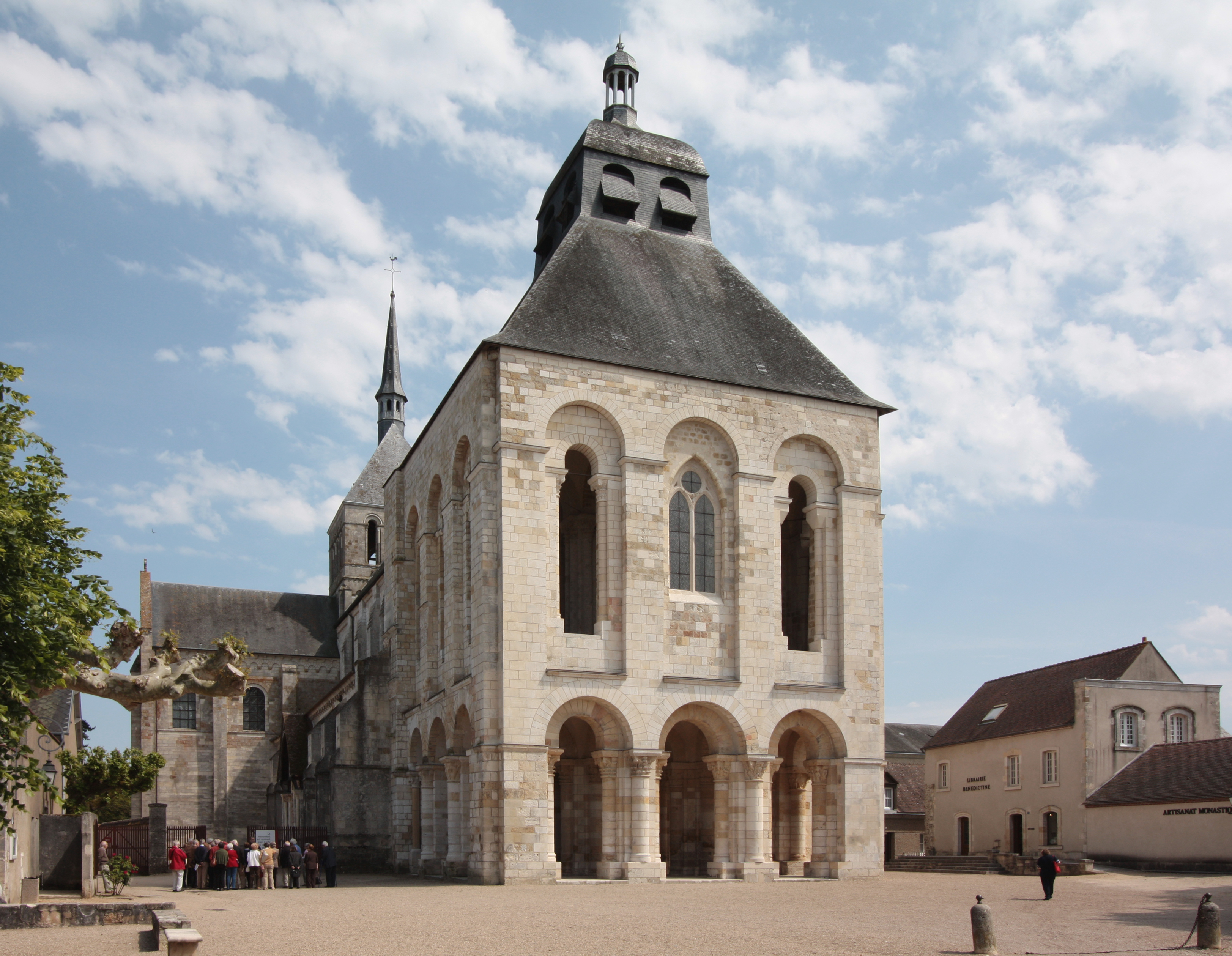
Turnul-portal

### Originile

#### Introducerea regulii benedictine în Franța
Originea regulii benedictine în Franța este descrisă în Viața Sfântului Maur, un text apocrif scris de Odo de Glanfeuil în secolul al IX-lea.
Episcopul din Le Mans, pe vremea când Sfântul Benedict era încă în viață, a trimis călugări din dioceza sa la Monte Cassino pentru a se informa despre regula Sfântului Benedict. În ziua Epifaniei din anul 542, Sfântul Maur a părăsit Monte Cassino și pe Benedict de Nursia.
După ce a petrecut perioada Paștelui lângă Auxerre, într-un loc numit Font-Rouge, alături de un pustnic numit Romain – cel care i-a dat haina monahală lui Benedict de Nursia –, Maur a ajuns împreună cu monahii săi la Orléans, unde a încercat, fără succes, să introducă regula benedictină la abația Saint-Pierre-aux-Bœufs, care mai târziu a primit numele Saint-Aignan.
După moartea episcopului din Le Mans, Innocentus, cunoscut sub numele de Sfântul Innocent, și refuzul succesorului său de a-l primi, Maur a rămas la Orléans, apoi s-a îndreptat spre Angers, unde, cu ajutorul contelui Florus, a fondat Abația de Glanfeuil.
Acesta este relatarea lui Odo, însă nu are nicio valoare istorică.

#### Primele oratorii
Sub episcopatul episcopului de Orléans, Leodegarius, starețul colegialei Saint-Aignan din Orléans, Léodebold, și-a dorit să introducă regula Sfântului Benedict în abația sa. Însă, în fața refuzului călugărilor săi, a decis să întemeieze o nouă abație.
Pentru aceasta, a negociat un schimb de proprietăți cu regele francilor Clovis al II-lea, beneficiind și de sprijinul soției acestuia, Bathilde, care era favorabilă întemeierii de noi abații. Astfel, Léodebold a cedat o proprietate pe care o deținea, împreună cu villa gallo-romană Floriacum, situată în apropiere de Orléans și pe malurile Loarei.
În 651, anul schimbului, el a trimis un grup de călugări – probabil printre ei Liébaut și Rigomaire, viitorii primi stareți ai Fleury – pentru a întemeia noua abație. La început, aceștia au folosit probabil vechile construcții ale acestei posesiuni regale.
Unul dintre oratoriile fondate a fost dedicat Sfântului Petru, iar celălalt Fecioarei Maria.

#### Relicvele Sfântului Benedict

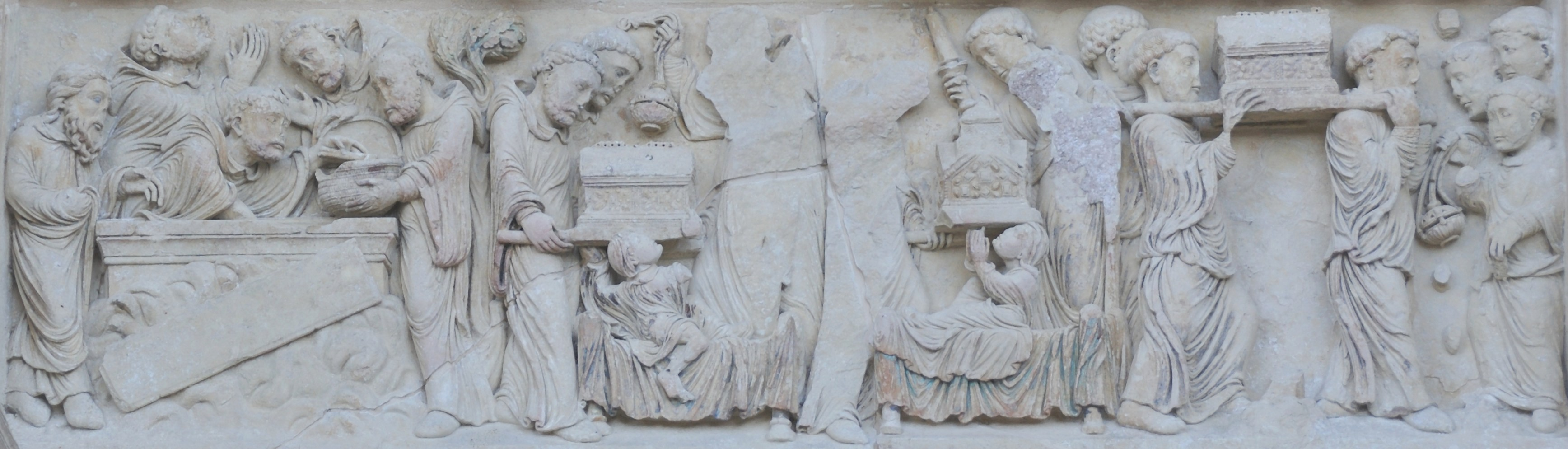
Translarea relicvelor (portalul nordic al abațialei)

Mommolin, al doilea stareț al abației Fleury, având o viziune mistică despre Sfântul Benedict, i-a cerut unui dintre călugării săi, Aigulfe, să plece în Italia pentru a aduce la Abația Fleury trupul Sfântului Benedict, aflat atunci în mănăstirea abandonată de pe Monte Cassino.
Aigulfe a călătorit la Roma împreună cu călugări din Le Mans, care doreau să aducă înapoi relicvele Sfintei Scolastica, înmormântată lângă fratele său, Sfântul Benedict. Acolo, el a reușit să recupereze trupurile ambilor sfinți.
În ciuda opoziției papei, Aigulfe și tovarășii săi au reușit să se întoarcă la Abația Fleury cu relicvele Sfântului Benedict și Sfintei Scolastica, în iunie 655. Trupul Sfintei Scolastica a fost oferit călugărilor veniți din Le Mans, în timp ce trupul Sfântului Benedict a fost depus mai întâi în biserica Sfântului Petru, apoi, în decembrie 655, a fost îngropat definitiv în biserica dedicată Fecioarei Maria.
În urma acestui eveniment, abația a primit numele de Saint-Benoît de Fleury sau Saint-Benoît-Fleury.
Data translării relicvelor
Data exactă a translării variază în funcție de surse:
- 653, conform lui Mabillon
- 655, conform lui dom Chazal
- 660, conform benedictinilor din secolul al XVII-lea

Data 660 ar putea fi mai plauzibilă, având în vedere că papa de la acea vreme era Vitalian.
În jurul anilor 752-754, călugări de la Abația de pe Muntele Cassin, însoțiți de Carloman, au venit la abația Fleury împreună cu arhiepiscopul de Reims, având misiunea de a recupera relicvele Sfântului Benedict la ordinul papei Zaharia și al regelui Pepin cel Scurt.
Legenda spune că, datorită unui miracol al Sfântului Benedict, starețul Medon nu le-a oferit călugărilor de la Muntele Cassin decât câteva fragmente osoase din trupul sfântului.
În 887, o parte din relicvele Sfântului Benedict au fost dăruite mănăstirii Perrecy-les-Forges, care depindea de Abația Fleury-Saint-Benoît.
La cererea papei Urban al V-lea, în 1364, acestea au fost trimise la Montpellier, apoi, în 1725, au fost oferite Abației Bec (Le Bec-Hellouin).
În 1736, la solicitarea regelui Poloniei, Stanisław Leszczyński, o mică parte din osemintele sfântului a fost donată mănăstirii Saint-Léopold, în Rusia.
După Revoluția Franceză, donațiile de relicve ale Sfântului Benedict s-au intensificat.

### Dezvoltarea

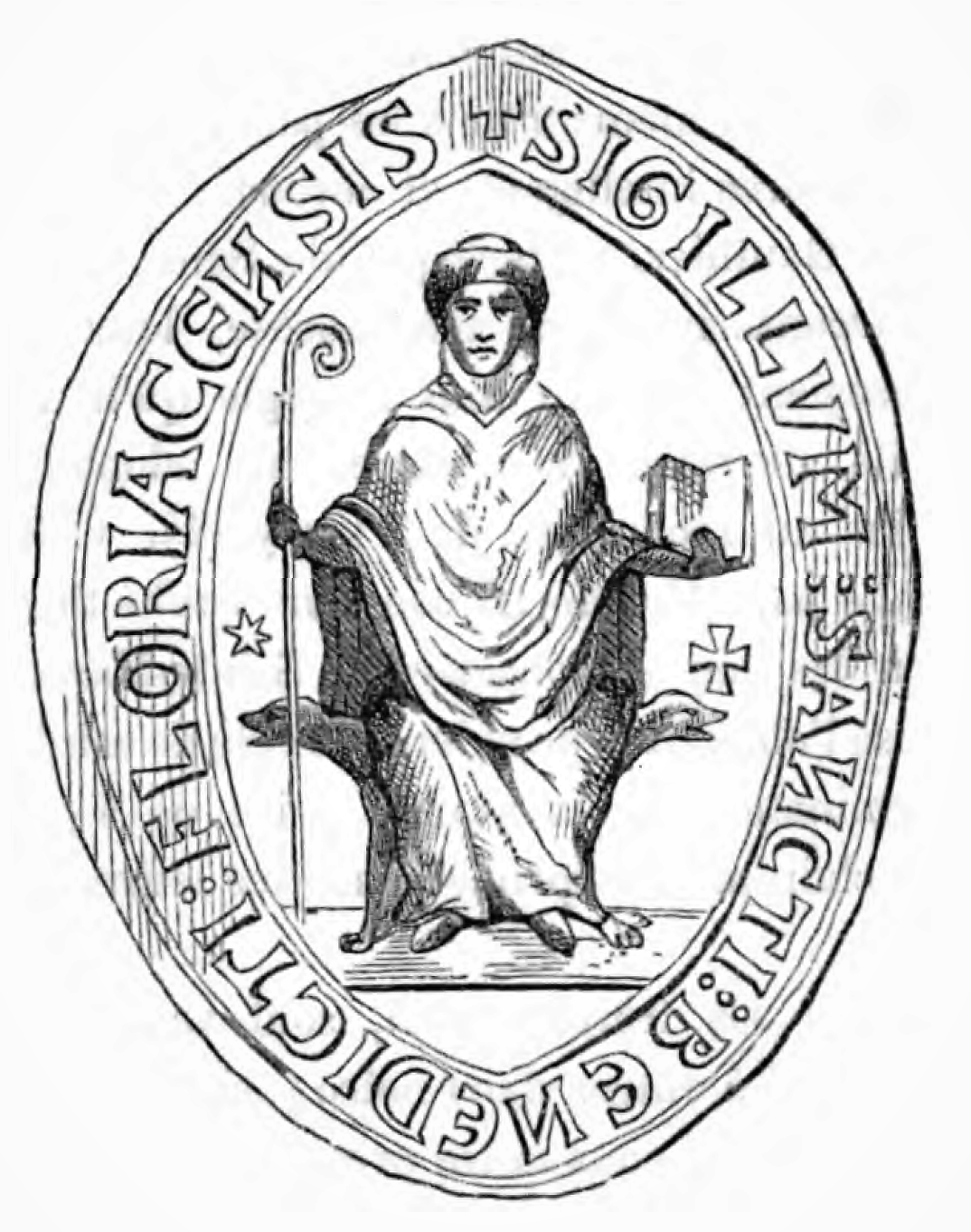
Sigiliul abației – SANCTI BENEDICTI FLORIACENSIS (Sfântul Benedict de Fleury).

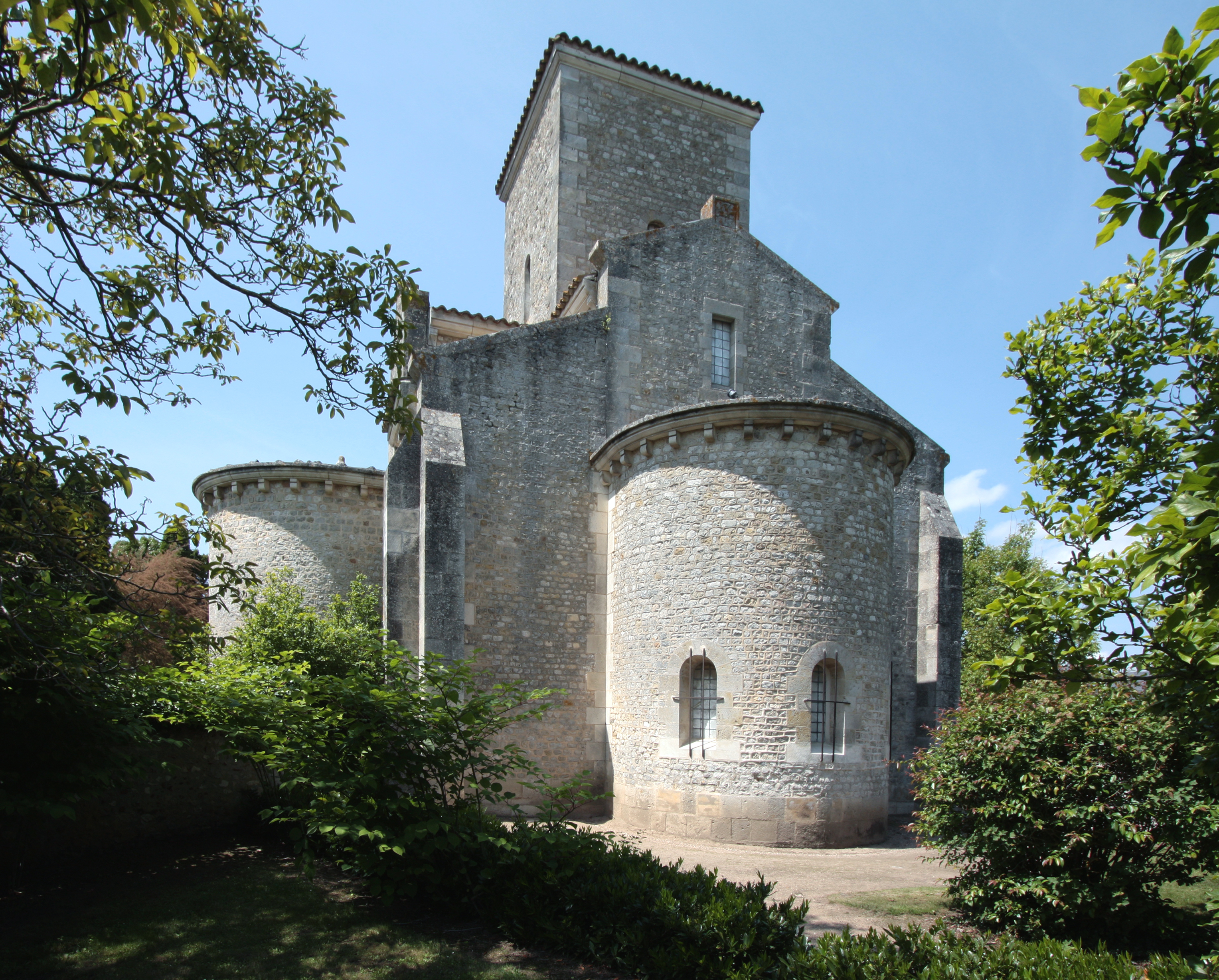
Oratoriul carolingian din Germigny-des-Prés.

O primă mănăstire, fondată în Evul Mediu timpuriu, la 27 iunie 651, era situată atunci în Regatul Francilor. Această mănăstire a fost una dintre primele din Galia celtică care a urmat regula Sfântului Benedict.
Relicvele Sfântului Benedict au fost transferate aici de către călugării care au recuperat osemintele părăsite ale maestrului lor, eveniment ce a stat la originea denumirii actuale a abației.
După Leodebold, care a lăsat prin testament domeniul Fleury, domeniul abației s-a consolidat treptat. În jurul anului 670, Chlothar al III-lea, regele francilor din Neustria și Burgundia, a confirmat abației posesiuni care vor forma ulterior prioratul Saint-Benoît-du-Sault.
Ulterior, Theuderic al III-lea, regele francilor, a făcut o donație în apropiere de Bordeaux, așa cum înaintea lui făcuse și Pepin I, tatăl lui Carol cel Mare.
Între 691 și 720, un prinț regal a oferit abației vaste domenii în episcopia Langres, unde starețul de Saint-Benoît a fondat un așezământ monahal dependent de autoritatea sa.
Înainte de 720, călugării au defrișat terenuri, formând schituri în pădurea Orléans, în Sologne și pe malurile Loarei.
La începutul secolului al IX-lea, episcopul de Orléans, Théodulphe, a fost starețul abației. Acesta a ocupat funcții înalte sub domnia lui Charlemagne și a dorit ca învățătura să fie accesibilă tuturor celor care vor deține o funcție.
Călugării de la Saint-Benoît au acceptat să educe tinerii nobili. Totodată, Théodulphe a ordonat construcția oratoriului carolingian din Germigny-des-Prés.
În secolul al IX-lea, situația este prosperă, regele francilor Ludovic cel Pios vizitează mănăstirea, confirmă privilegiile acesteia, printre care dreptul de a naviga cu patru bărci pe Loara, scutește abația de orice jurisdicție religioasă și civilă, iar prioratul din La Réole îi este restituit. Odată cu ascensiunea feudalismului, feuda Fleury este divizată în treisprezece primării, printre care Saint-Benoît-sur-Loire, Guilly, Tigy, Germigny-des-Prés, Bray-en-Val și Châtenoy. Abația deținea numeroși șerbi pe domeniile sale.

### Invaziile și declinul
În anul 845, regele Carol cel Pleșuv vizitează abația. În jurul anului 853, normanzii urcă pe Loara, iar călugării primesc monahii din Touraine, care fug cu relicvele sfântului Martin, înainte de a pleca spre Auxerre. Populațiile sunt în mizerie, câmpurile nu mai sunt cultivate, iar recoltele sunt prădate. Regele Carol cel Pleșuv acordă noi domenii abației în ținuturile Mâcon, Autun și Chalon, printre care domeniul Perrecy-les-Forges, care va deveni o mănăstire bogată. El stabilește mensea abațială, separând bunurile abatelui de cele ale călugărilor.
Sfârșitul secolului al IX-lea și începutul secolului al X-lea reprezintă o perioadă de slăbire a disciplinei religioase și de decadență. Regele Carloman al II-lea vizitează mănăstirea, care se află în ruină: clădirile conventuale nu mai sunt locuibile, biserica este devastată, iar mormântul sfântului Benedict este gol, deoarece relicvele fuseseră mutate la Orléans din motive de securitate. Regele ordonă repararea clădirilor și reconstruirea bisericii. Călugării se întorc la abație în anul 883. Tot în același an, o fortăreață este construită în colțul de sud-est al mănăstirii.
În jurul anului 897, normanzii, care încă navighează pe Loara, revin la Saint-Benoît și jefuiesc mănăstirea, însă călugării reușiseră să plece din nou, luând cu ei trupul sfântului Benedict. După toate aceste invazii, disciplina monahală intră într-un declin.

### Apogeul abației

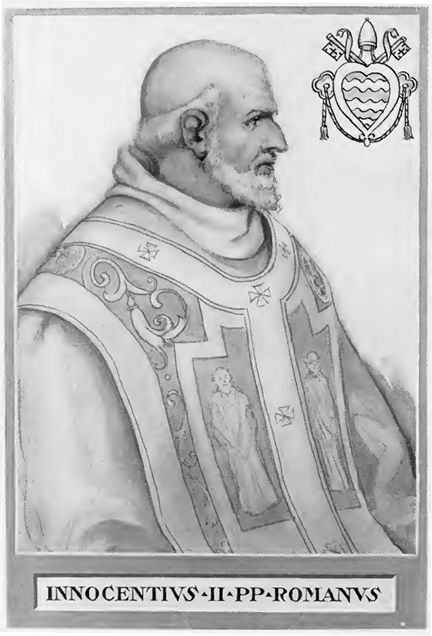
Papa Inocențiu al II-lea

Noul rege Raoul de Burgundia, ales în 922, îl cunoaște pe abatele Odo de Cluny și îi încredințează misiunea de a restaura mănăstirea de pe malurile Loarei. Abația Saint-Benoît-sur-Loire, aflată în domeniul regal, devine un centru de propagare a reformei clunisiene. Introducerea metodelor de la Cluny reînvie respectarea strictă a Regulii benedictine, bazată pe tăcere, rugăciune, muncă, frugalitate, abstinență și celebrarea oficiului divin cu cea mai mare solemnitate posibilă.
Numărul călugărilor crește, iar modelul mănăstirii devine un reper, transmițând reforma către mănăstirile din Franța, Lorena, Renania, Flandra, Bretania și Anglia. Printre novicii săi, un englez, Oswald, devine arhiepiscop de York și răspândește reforma în Anglia.
Doi abați transformă Saint-Benoît-sur-Loire într-unul dintre centrele culturale ale Occidentului: Abbon (988-1004) și Gauzlin (1004-1030). Abația strălucește datorită bibliotecii sale impresionante și scriptoriumului, care a produs lucrări precum Cartea Jocurilor de la Fleury.
Succesorul lui Odo de Cluny, abatele Abbon (988-1004), originar din Orléans, luptă pentru a păstra bunurile abației, pe care episcopul de Orléans, Arnoult, i le contestă. Conform hotărârilor Sinodului de la Calcedon din 451, episcopul avea autoritate deplină asupra abațiilor din dioceza sa, controla alegerea abaților și putea interveni când era necesar. Abbon obține de la papa Grigore al V-lea scutirea romană, confirmată ulterior de papa Benedict al VIII-lea. El este autorul unor lucrări în domenii variate, precum gramatică, dialectică, cosmografie, comput, matematică, liturgie, drept canonic și istorie ecleziastică.
În anul 1004, regele Robert cel Pios îl numește abate pe Gauzlin, fiul natural al lui Hugo Capet, care fusese crescut în abație. Donațiile încep să curgă din partea contelui de Gascogne, a familiei ducale normande și a mai multor seniori din Spania.
Guillaume I de Bellême oferă abației Saint-Benoît-sur-Loire mănăstirea Lonlay din Normandia, iar abatele Gauzlin trimite acolo frați și un călugăr pe nume Guillaume.

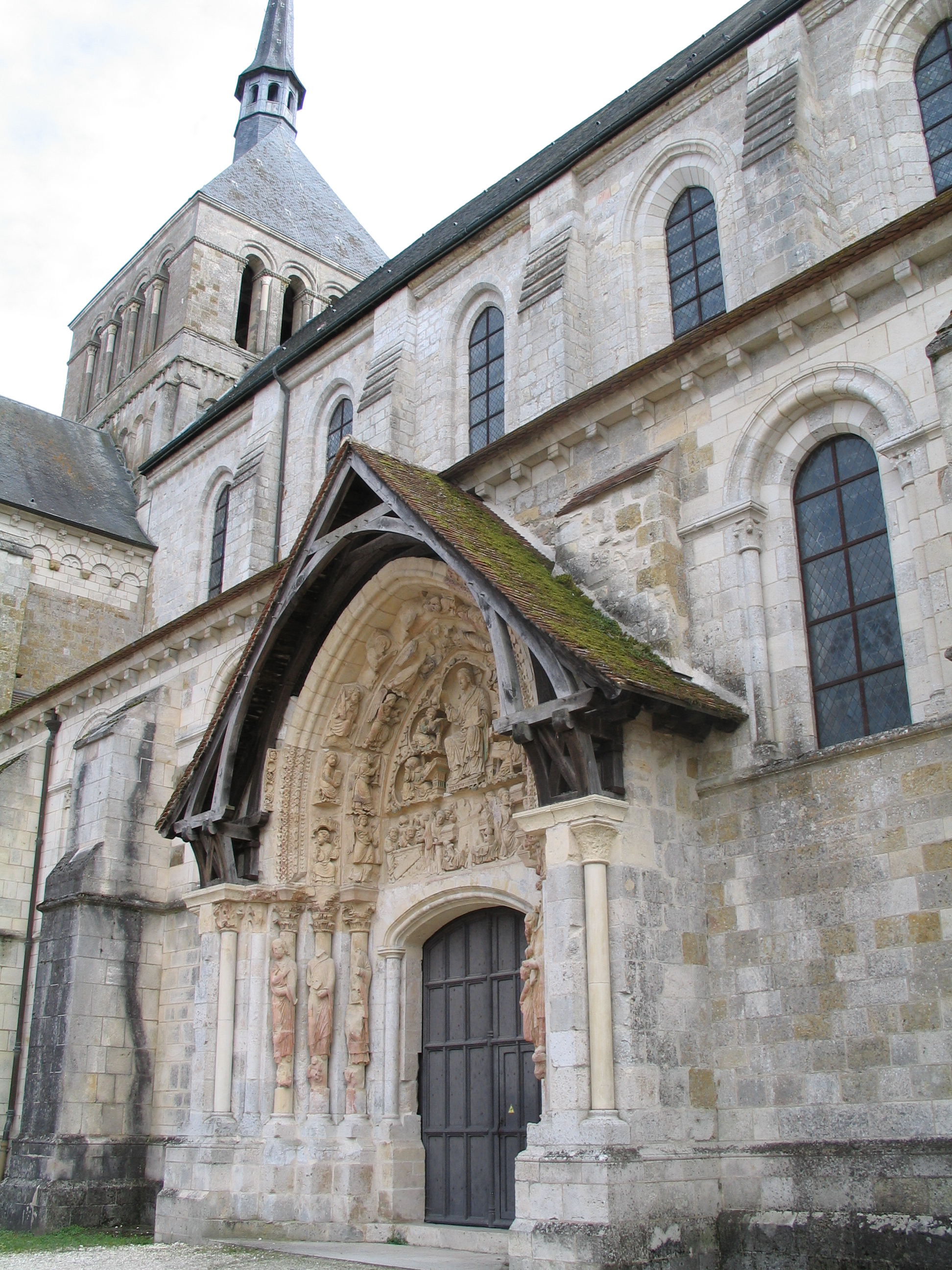
Fațada nordică și portalul.

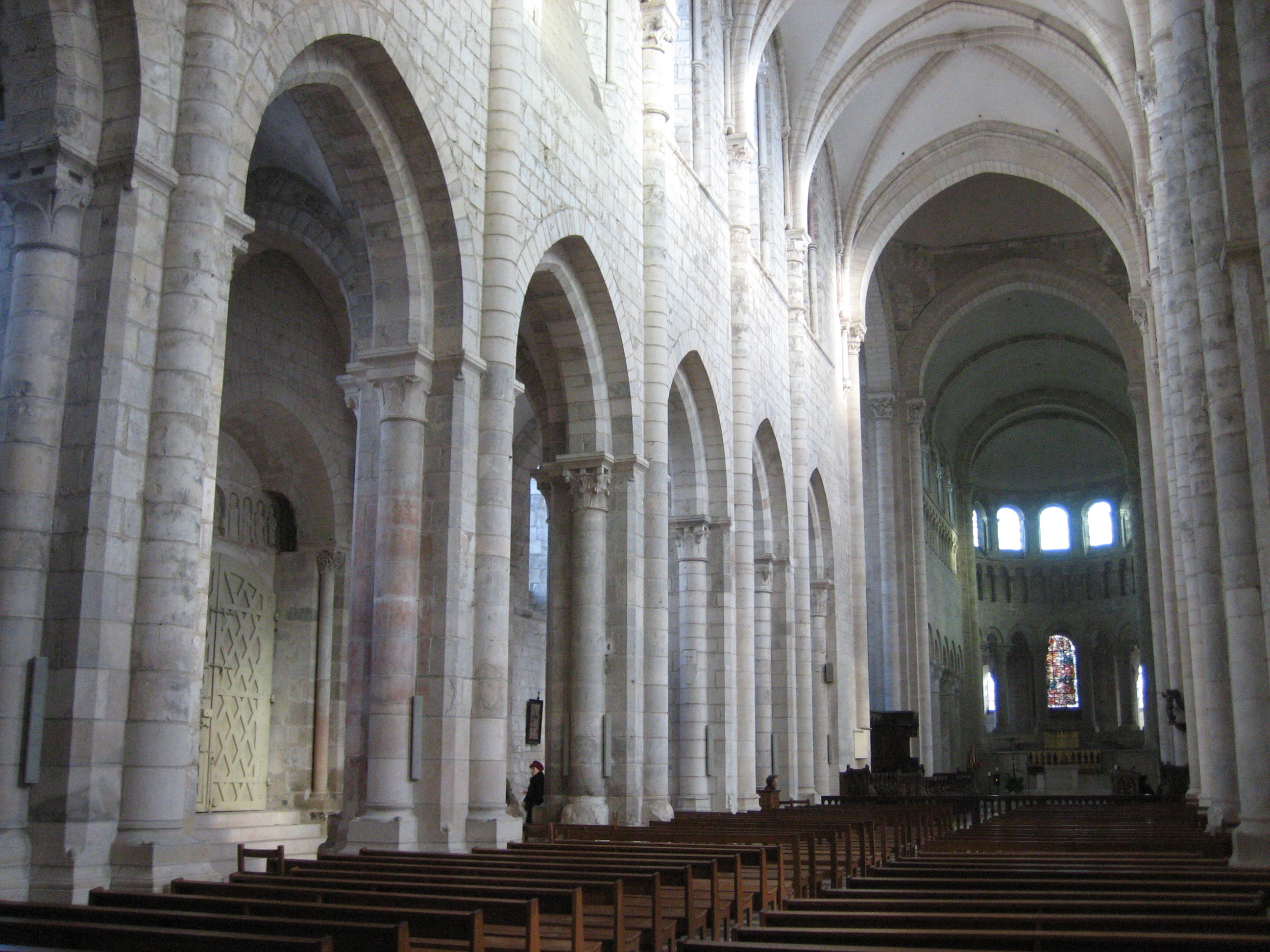
Vedere dinspre navă spre absidă.

Clădirile suferă un incendiu în anul 1026. Edificiul actual este reconstruit sub impulsul lui Gauzlin, pe atunci abate de Saint-Benoît, începând din 1027. Lucrările încep cu turnul-porch, a cărui construcție fusese demarată cu câțiva ani înainte și care pare să fi scăpat de incendiu.
Absida, cripta și corul sunt finalizate și consacrate în anul 1108, permițând astfel înmormântarea în sanctuar, în același an, a regelui Franței Filip I. Construcția navei continuă pentru a se uni cu turnul, fiind prevăzută cu arcaturi gotice. Esențialul clădirii este finalizat în jurul anului 1218.
În anul 1130, abația trăiește una dintre cele mai glorioase zile din istoria sa, când Bernard de Clairvaux vine să binecuvânteze alianța dintre Biserica Romană și Monarhia Capetiană, încheiată între Papa Inocențiu al II-lea și regele Ludovic al VI-lea cel Gros.
La începutul secolului al XIII-lea, abația număra aproximativ 170 de călugări. Aproximativ 60 de monahi trăiau în mănăstire, 70 în marile priorate de la La Réole, Perrecy-les-Forges și Saint-Benoît-du-Sault, iar 40 în prioratele mai mici. Însă, în anul 1299, situația financiară devine critică, ceea ce duce la limitarea numărului de călugări: 45 la Saint-Benoît-sur-Loire, 24 la La Réole, 20 la Perrecy-les-Forges și 12 la Saint-Benoît-du-Sault.

### Slăbirea abației
La sfârșitul Evului Mediu, abația Saint-Benoît, asemenea altor mănăstiri, cunoaște un declin. Numărul mare de proprietăți și dispersarea acestora generează conflicte cu laicii și dificultăți materiale. În 1335, viața devine grea pentru călugării obligați să respecte o frugalitate extremă. În timpul Războiului de 100 de Ani, abația trebuie să plătească contribuții extraordinare, în timp ce veniturile sale scad.
În anii 1358-1359, englezii staționează o garnizoană la Châteauneuf-sur-Loire, devastează împrejurimile și distrug clădirile și biserica mănăstirii. Un incendiu desăvârșește distrugerea acestora, iar în 1363, o bandă de bretoni forțează abația să plătească o răscumpărare. În jurul anului 1369, noi grupuri de prădători devastează regiunea.
În 1372, starea mănăstirii este deplorabilă, din lipsă de fonduri pentru restaurare, iar recuperarea bunurilor uzurpate în timpul perioadei de tulburări se dovedește extrem de dificilă. În 1415, numărul călugărilor a scăzut la doar douăzeci și patru.
În 1429, Ioana d'Arc și Carol al VII-lea trec prin Saint-Benoît-sur-Loire pe drumul care leagă castelele Sully-sur-Loire și Châteauneuf-sur-Loire, rămase sub control francez. În 1443, o suplică adresată papei descrie calamitățile, incursiunile oamenilor de război, epidemiile și foametea. Resursele sunt atât de reduse încât nu se poate face nimic pentru restaurarea clădirilor.
Cu abați ale căror alegeri sunt rezultatul intrigilor, comunitatea este divizată, nesupusă și îi învinuiește pe aceștia pentru frugalitatea în care trăiește. În 1471, Parlamentul de la Paris impune o reformă, dar efectele acesteia nu par decisive. Curând, abatia va deveni doar un titlu, iar veniturile sale, o simplă prebendă.

### Regimul de comendă
Sfârșitul secolului al XV-lea este marcat de apariția primilor abați commendatari{{Refn|group="n" |În regimul de comendă, un cleric (abate sau prior „commendatar”) sau un laic deține o abație sau un [[priorat in commendam, adică încasând personal veniturile acestora și, în cazul unui cleric, exercitând și o anumită jurisdicție, însă fără nicio autoritate asupra disciplinei interne a călugărilor. }}. De acum înainte, abații vor fi mari seniori, favoriți regali, rar prezenți și preocupați mai mult de încasarea unor venituri substanțiale decât de viața monahală. Viața călugărilor devine mai degrabă seculară decât religioasă.
Puterea efectivă și influența, atât spirituală, cât și temporală, asupra destinului abației trec în mâinile priorilor. Ofițerii tind să acumuleze beneficii, iar numărul călugărilor scade. Regimul de comendă reprezintă revanșa episcopatului împotriva sistemului de exempții.
Primii doi abați commendatari sunt aleși de către călugări. Cardinalul Jean VI de La Trémoïlle (1486-1507) restaurează biserica și clădirile conventuale. Cardinalul Étienne Poncher (1507-1524) împarte dormitoarele în chilii individuale și finalizează reședința abațială.
În 1515, concordatul dintre François I și papa Leon al X-lea acordă regelui dreptul de a numi episcopii și abații.
Călugării refuză să-l primească pe cardinalul Antoine Duprat (1525-1535), iar François I vine personal pentru a-l instala. El ordonă demolarea turnului Saint-Michel, din care nu mai rămâne decât peristilul și un etaj. Sub succesorul său, abația suferă numeroase alienări, însă regele acordă burghezilor din Saint-Benoît-sur-Loire drepturile unui oraș, inclusiv posibilitatea de a se înconjura cu ziduri.
Cu cardinalul Odet de Coligny-Châtillon (1551-1569), tezaurul și biblioteca sunt jefuite; el se alătură calviniștilor. În timpul celor trei abațiate următoare, disciplina monahală se degradează complet din cauza izolării. Câteva abații se reunesc într-o Congregație galicană a Exempților.
Carol de Angoulême (1584-1601), fiul natural al lui Carol al IX-lea, restaurează mănăstirea și biserica distruse de un incendiu, dar tulburările care zguduie Orléanais provoacă numeroase dezertări. Nu mai rămân decât cinci călugări înarmați de Ligă, ceilalți fiind risipiți.
La sfârșitul secolului al XVI-lea, bunurile abației sunt risipite. După convertirea lui Henric al IV-lea, călugării se întorc la mănăstire, dar indisciplina atinge apogeul.

### Reforma de la Saint-Maur

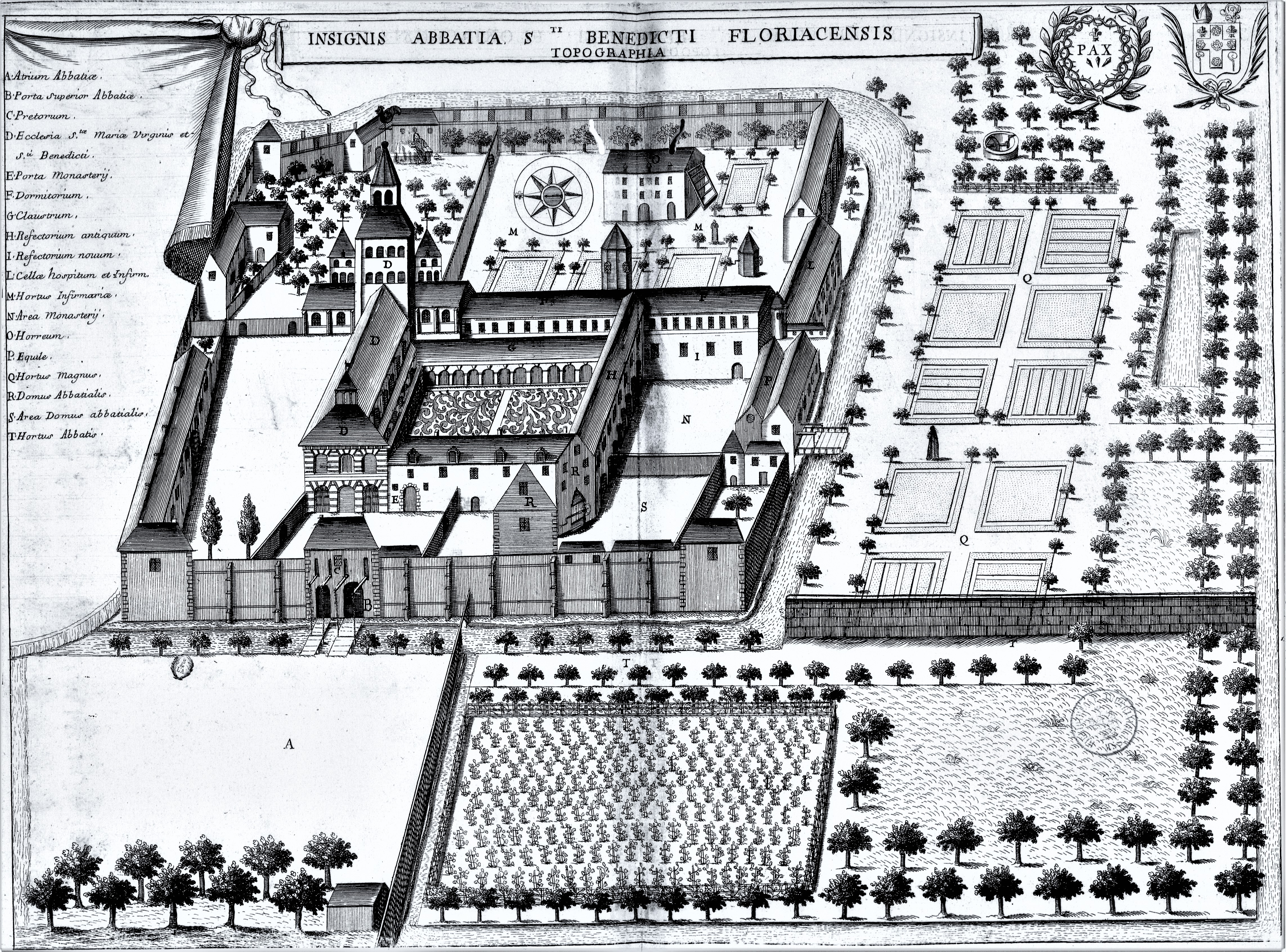
Abația mauriștilor în secolul al XVII-lea.

În 1618, este fondată Congregația de la Saint-Maur, aprobată de Ludovic al XIII-lea și de papa Grigore al XV-lea în 1621. Foarte repede, mai multe mănăstiri i se afiliază, dar mulți dintre călugării mai vechi opun rezistență și obțin un regim de excepție. Tinerii acceptă reforma împreună cu vechile practici benedictine: rezidență, tăcere, abstinență și oficierea integrală a slujbelor religioase. La acestea se adaugă meditația și o mare râvnă pentru munca intelectuală.
Cardinalul Richelieu, abate al abației Saint-Benoît-sur-Loire din 1621 până în 1642, introduce Reforma de la Saint-Maur în mănăstire. La 26 mai 1627, capitlul decide că vechii și noii călugări vor forma două comunități, fiecare cu propriul prior. În 1660, nu mai rămâne decât un singur călugăr din vechea generație, iar mauriștii sunt douăzeci, incluzând priorul și subpriorul, și încep lucrarea de redresare.
Pentru a reda splendoarea cultului, ei văruiesc biserica și o înfrumusețează cu noi ornamente. Predau filozofie, teologie și retorică, iar o bibliotecă este constituită. Răscolind arhivele, redescoperă vechi titluri și restabilesc drepturi înstrăinate. Aceste noi venituri permit restaurarea clădirilor și a grădinilor, iar o nouă raclă pentru relicvele Sfântului Benedict, costând 15 000 de livre, este realizată, alături de o construcție special destinată pentru a o adăposti.

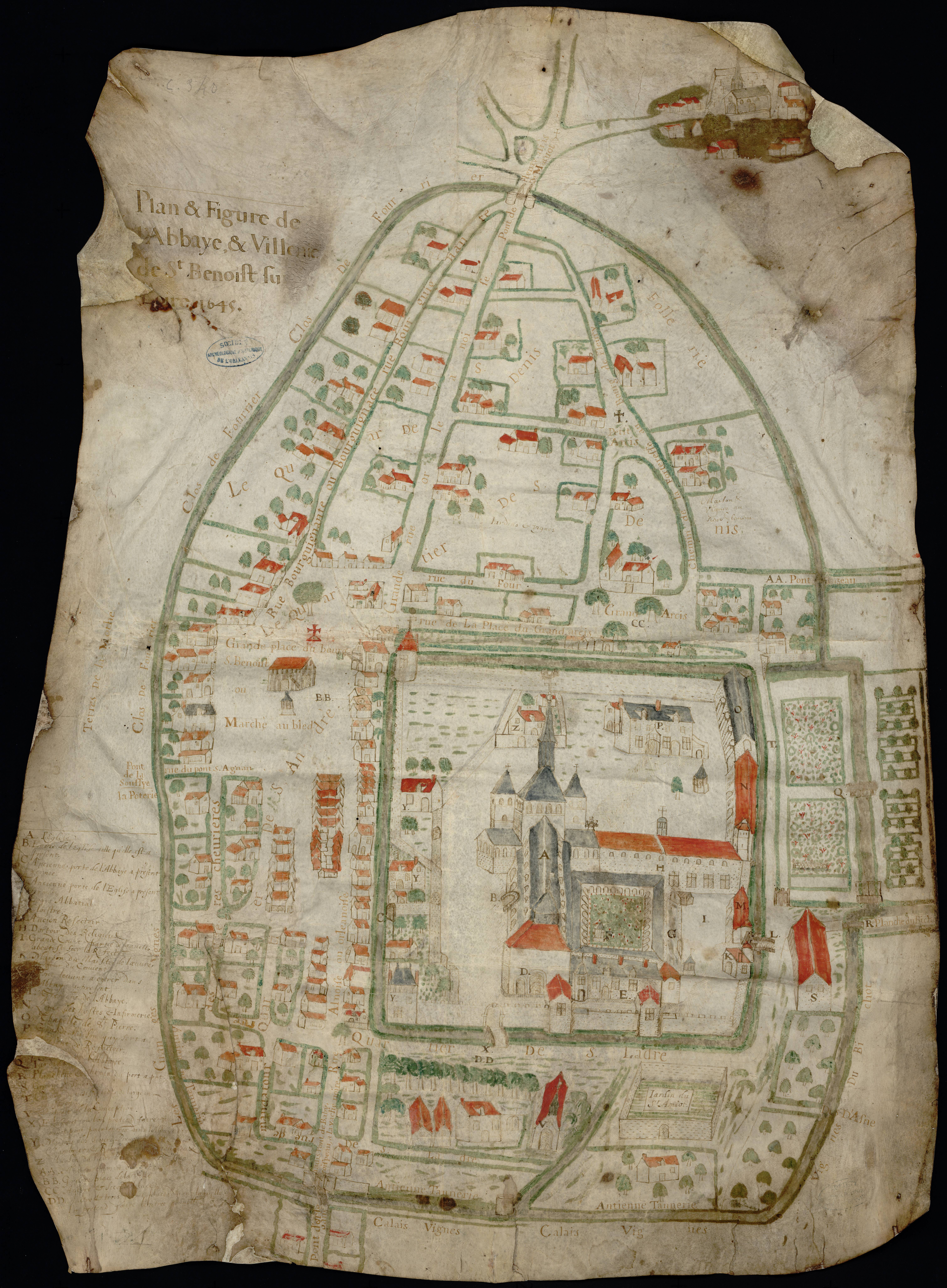
Plan și ilustrare ale abației și domeniului Saint-Benoît-sur-Loire (1645).

În 1645, mutarea porții de intrare a dus la publicarea unei hărți care prezenta proiectul: „Plan și ilustrare ale abației și domeniului Saint-Benoît-sur-Loire”.
În 1712, începe construcția unui vast edificiu care adăpostește spațiile monahale: chilii, refectoriu și sală comună, precum și două aripi noi, dintre care una se unește cu transeptul bisericii, iar cealaltă se îndreaptă spre absidă. Acestea găzduiesc sala capitulară, sacristia, infirmeria, ospiciul, biblioteca și celelalte anexe funcționale. Fațadele sunt mărginate de terase care domină grădinile, oferind o panoramă asupra văii și a Loarei.
Jansenismul își face loc în învățământul școlilor abației, unde se studiază filozofia, teologia, latina, greaca, ebraica, fizica, matematica și istoria. Călugării refuză să renunțe la această doctrină, în ciuda somațiilor episcopului de Orléans.
În jurul anului 1760, recrutarea în mănăstiri devine dificilă, literatura și filosofia discreditează voturile religioase, iar publicul este martor al declinului mănăstirilor.
În 1789, în caietele de doleanțe ale parohiei Saint-Benoît-sur-Loire, enoriașii cer regelui Ludovic al XVI-lea înființarea unui colegiu condus de benedictini, gratuit pentru copiii din regiune și cu taxă pentru cei din afara ei.

### Revoluția

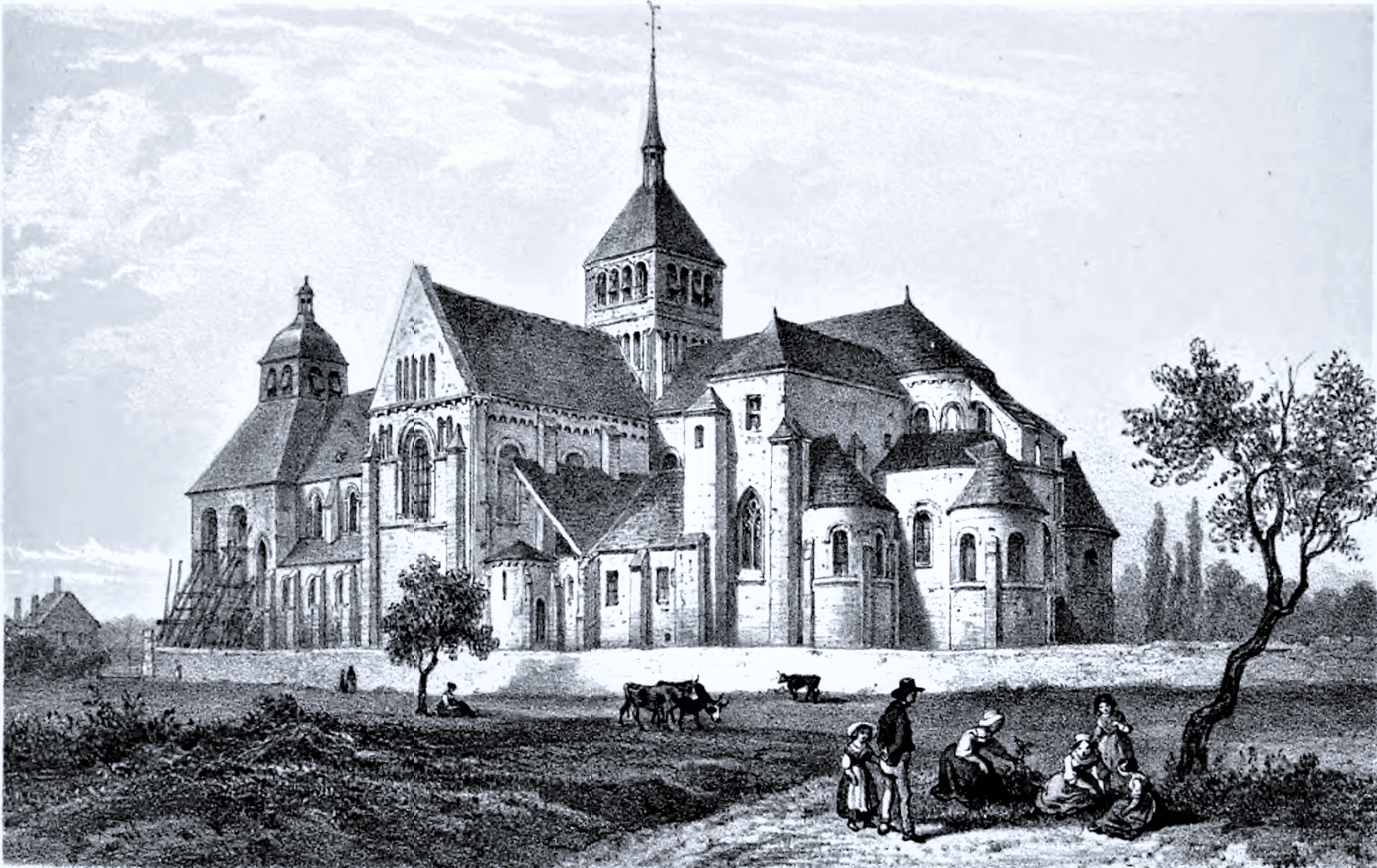
Vedere a abației în 1851 de Deroy.

În 1788, în mănăstire nu mai rămân decât vreo zece călugări și aproximativ cincisprezece novici, care nu mai respectă austeritatea Ordinului lor. Decretul din 6 aprilie 1792 privind comunitățile religioase îi obligă să părăsească abația. Doi călugări semnează jurământul constituțional și își desfășoară activitatea la Bray-en-Val și Saint-Benoît-sur-Loire, iar altul se căsătorește și rămâne în sat.
Benoît Lebrun, arhitect parizian stabilit la Orléans, cumpără la 24 fructidor, anul IV, toate clădirile, 22 de arpendi de teren formând un domeniu închis, înconjurat de heleșteie și legat de abație. Intenționează să instaleze acolo o manufactură, dar proiectul nu se concretizează. Cumpără și biserica, cu obligația de a construi alta pentru cei 900 de enoriași ai satului, dar o schimbă cu cea din Fleury. Demolează clădirile și vinde terenul unui proprietar local.
Din vasta bibliotecă, care conținea câteva mii de volume, nu mai rămân decât 231 de cărți, care sunt transportate în bibliotecile din Orléans.

### Renașterea

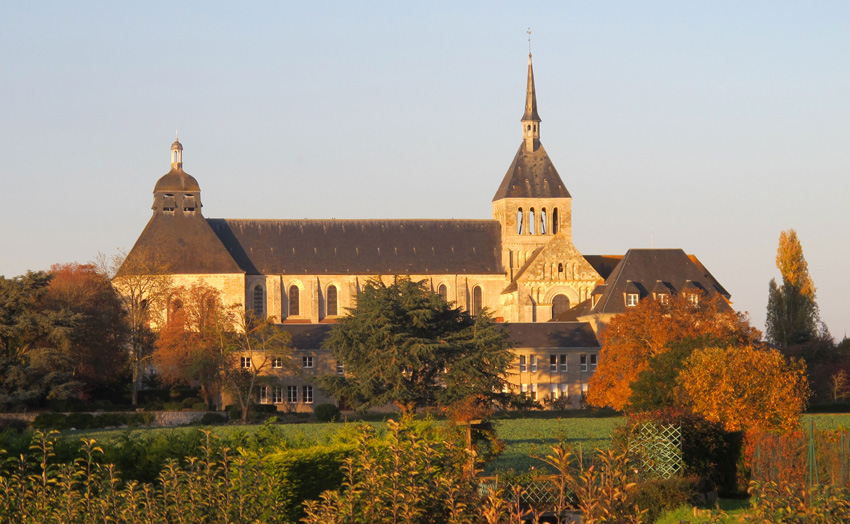
Abația Saint-Benoît-sur-Loire în 2011.

Începând cu 1850, Félix Dupanloup, episcop de Orléans, dorește să restabilească ordinele monahale, în special pe cel al Sfântului Benedict. La 6 ianuarie 1865, el anunță autoritățile comunei despre sosirea a doi benedictini pentru a administra parohia.
Comunitatea monahală, dispersată în timpul Revoluției Franceze din 1789, își recapătă stăpânirea asupra bisericii, dar adevărata refondare are loc în timpul celui de-al Doilea Război Mondial, în 1944, odată cu sosirea a aproximativ zece călugări de la abația Pierre-Qui-Vire din Saint-Léger-Vauban (Yonne).
Abația, afiliată unei uniuni internaționale de abații și case benedictine cunoscută sub numele de Congregația de Subiaco, număra 32 de călugări în 2017 și primea anual câteva sute de oaspeți, precum și aproape 100 000 de vizitatori, fie turiști, fie pelerini.
Frații trăiesc din vânzarea produselor din magazinul de artizanat monahal, din fabricarea unor bomboane în formă de călugări, din primirea oaspeților și din donații. Spre deosebire de Congregația de Solesmes, abația Saint-Benoît-sur-Loire oferă, încă de la reformele papei Paul al VI-lea, un loc important limbii franceze în cadrul slujbelor divine, păstrând însă cântul gregorian la liturghie și în timpul marilor sărbători.

## Viața intelectuală
Călugărul concepe educația intelectuală, iar apoi întreaga viață a spiritului, în raport cu întâlnirea cu Dumnezeu prin liturghie, rugăciune, lectură meditativă și rugată, memorare, recitare și prin comentariul reluat neîncetat și profund interiorizat. Iubirea pentru litere este strâns legată de această căutare a lui Dumnezeu.
Abația, fondată în 651, are misiunea de a implanta pe malurile Loarei principiile regulii Sfântului Benedict într-o populație în care încă persistă credințe păgâne, în ciuda primelor încercări de creștinare.
Regula, care se adaptează fiecărei țări, poate permite elitei să se cultive, iar milostenia este pusă în valoare. Slujba divină se remarcă prin varietatea sa și prin simbolismul său sugestiv. Această tradiție este răspândită pe scară largă.
Viața liturgică ocupă un loc considerabil, cultivarea câmpurilor este încredințată laicilor, meșteșugurile sunt lăsate în grija servitorilor, iar mulți călugări se mulțumesc doar cu activitatea spirituală și intelectuală.

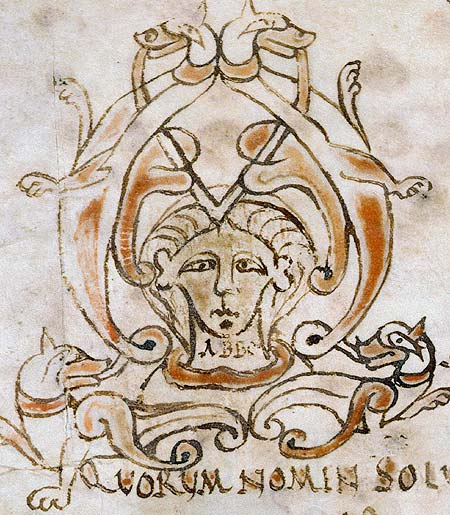
Manuscris medieval al unei lucrări de Abbon de Fleury.

La sfârșitul secolului al VIII-lea, este amenajată o sală de lectură, iar cărți sunt distribuite, probabil predici și tratate ale Părinților Bisericii. Călugării copiază manuscrise și sunt renumiți pentru calitatea caligrafiei și a miniaturilor, al căror stil este similar cu cel al abației Marmoutier (Tours) și care formează o școală a Loarei distinctă de cea din Paris.
Între secolele al X-lea și al XII-lea, abația găzduiește un număr mare de scriitori. Abatele Abbon redactează tratate despre diverse concepte. La sfârșitul secolului al X-lea, papa îi comandă abatelui realizarea unei cărți liturgice deosebit de frumoase.
Tratatul Miracula este scris de patru călugări; este vorba despre un manuscris de la sfârșitul secolului al XII-lea sau începutul secolului al XIII-lea, care conține zece mistere cu notație muzicală, constituind schița piesei Jeu de saint Nicolas a trubadurului și menestrelului Jean Bodel.
La sfârșitul Evului Mediu, activitatea intelectuală scade, iar abia în secolul al XVII-lea, odată cu reforma Congregației de la Saint-Maur, aceasta își recapătă vigoarea. Călugării lucrează la manuscrise și documente care contribuie la marea anchetă istorică a călugărului și istoricului francez Jean Mabillon.
În 1658, arhivele sunt inventariate, iar note istorice sunt redactate. Între 1697 și 1723, Dom Chazal scrie o lucrare care cuprinde întreaga istorie a abației.

### Școala
Asemenea majorității primelor așezăminte monahale, abația Saint-Benoît-sur-Loire își asumă, încă din Evul Mediu timpuriu, responsabilitatea socială a învățământului. Se pare că școala funcționează încă din secolul al VII-lea.
În primii ani ai secolului al IX-lea, Theodulf introduce studenți laici, adesea tineri nobili, alături de viitorii călugări. Aceștia studiază gramatica, dialectica, retorica, geometria, aritmetica, astronomia, muzica, istoria, geografia, dreptul, latina și greaca.
În secolul al X-lea, Abbon (circa 940-1004), călugăr al abației, își completează educația la Paris și Reims, apoi se întoarce în jurul anului 977 pentru a preda și a dezvolta școala. Are numeroși discipoli. Ales abate în 998, își continuă activitatea intelectuală.
În secolul al XI-lea, școala își menține prosperitatea, iar Raoul Tortaire, unul dintre maeștrii săi, scrie „Miracolele Sfântului Benedict” și predă versificația.
În secolele al XII-lea și al XIII-lea, școala începe să își piardă din influență, deoarece studenții laici preferă universitățile care se organizează în marile orașe. Astfel, abația nu mai oferă educație decât călugărilor săi.
În secolul al XIV-lea, școala încă mai trimite profesori către universități.
Timp de trei până la patru secole, abația Saint-Benoît-sur-Loire a fost unul dintre cele mai active centre de învățământ din lumea occidentală.

### Biblioteca

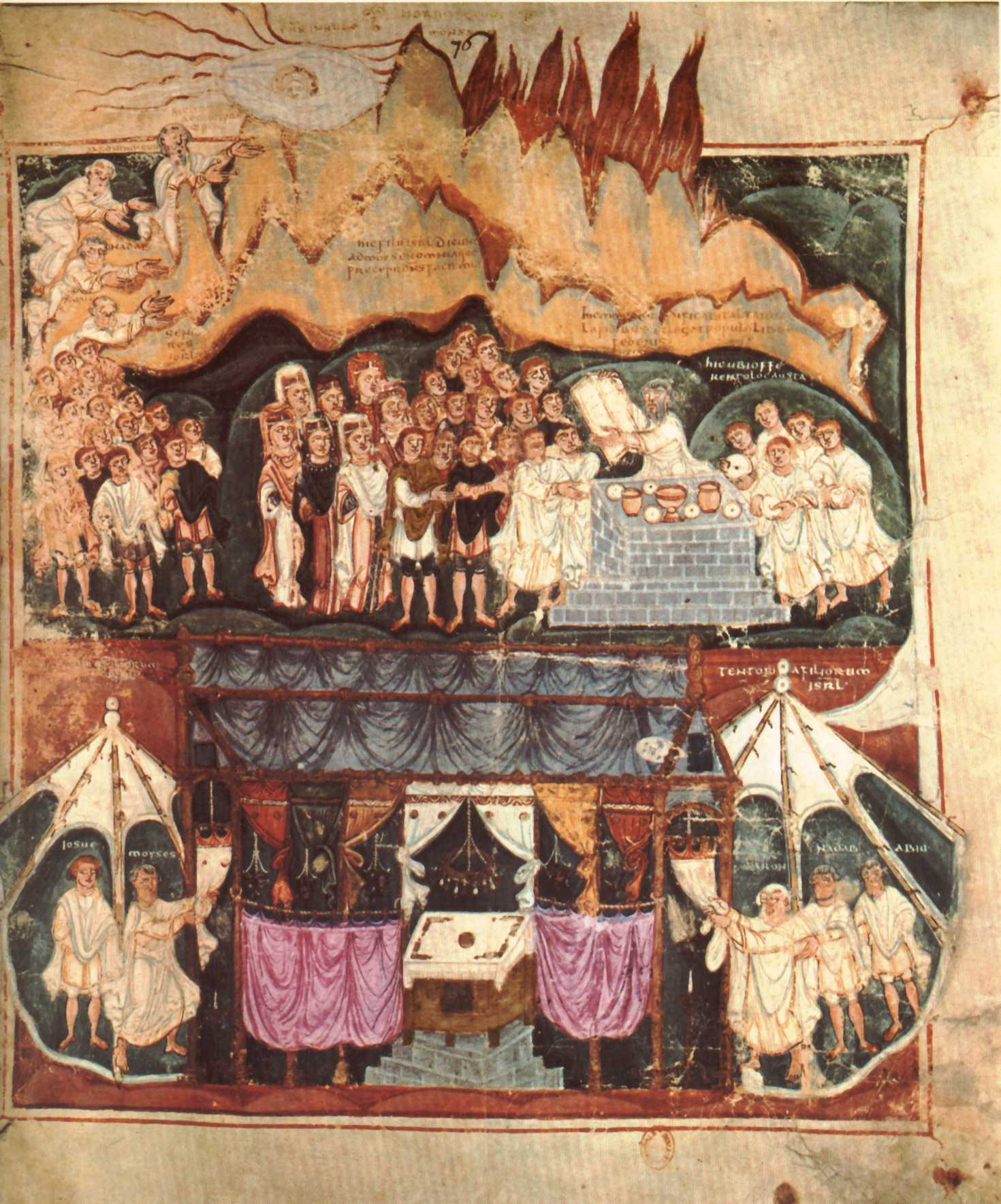
Pentateuhul de la Tours transferat la Saint-Benoît în secolul al VIII-lea.

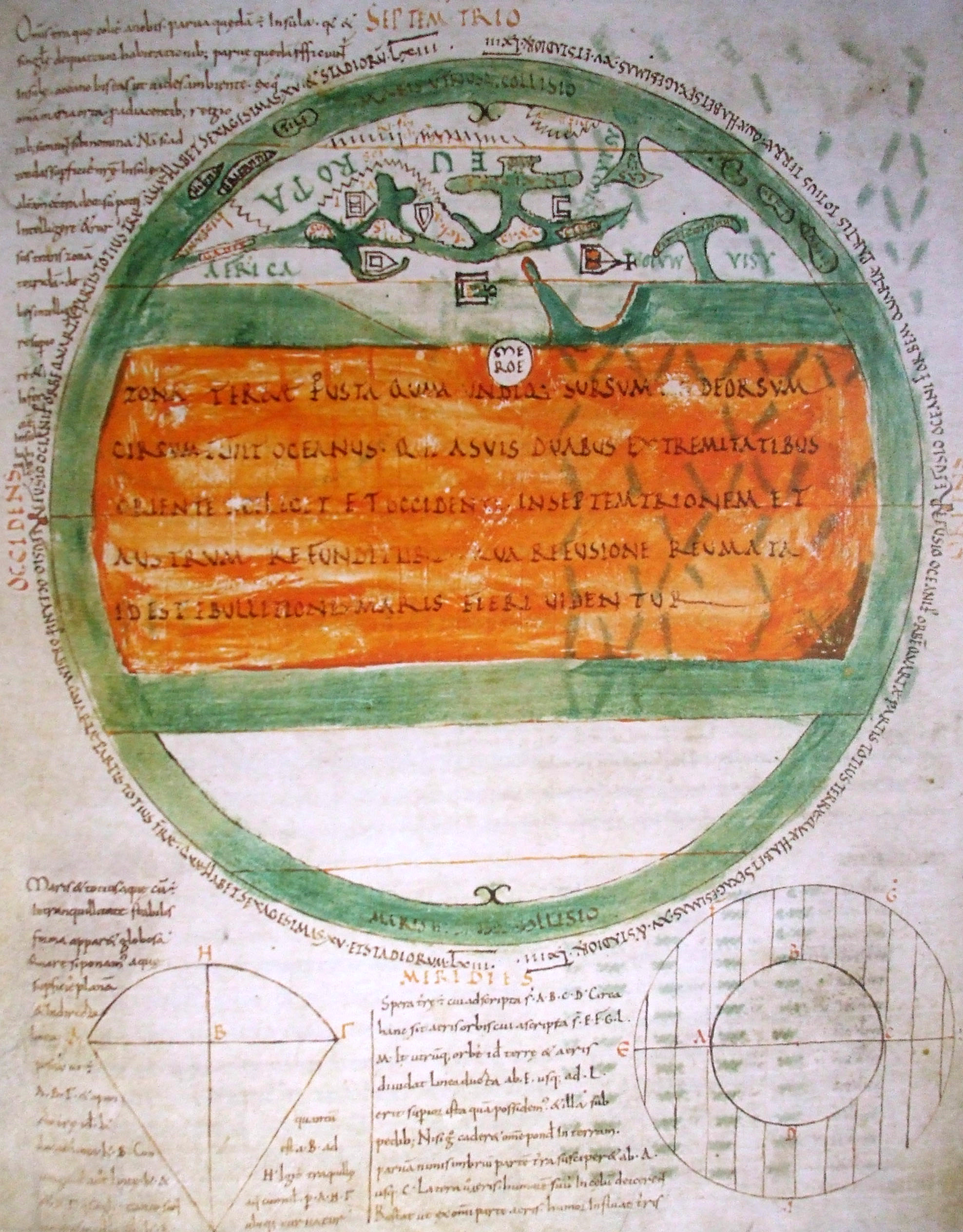
Hartă mondială desenată sub conducerea abatelui Abbon (988-1004).

Viața intelectuală este strâns legată de dezvoltarea bibliotecii. Încă din secolul al VII-lea, călugării colecționează și copiază manuscrise, însă din acea perioadă timpurie au supraviețuit doar câteva exemplare.
În secolul al IX-lea, sub conducerea lui Theodulf, fondul bibliotecii se îmbogățește, ajungând la 78 de volume. Între secolele al X-lea și al XIII-lea, biblioteca, devastată de normanzi, este refăcută. Abatele Abbon (988-1004) are la dispoziție între 250 și 300 de cărți, iar colecția se extinde în special datorită donațiilor primite de la mănăstiri engleze.
În 1562, hughenoții descoperă mii de volume îngrămădite în actuala sacristie. Eruditul orléanez Pierre Daniel cumpără o mare parte a colecției de la jefuitori, dar returnează foarte puține cărți mănăstirii.
În 1790, biblioteca deține:
- 258 manuscrise,
- 674 volume in-folio,
- 456 volume in-quarto,
- 452 volume in-octavo,
- 2 499 volume in-duodecimo,
- și un număr mare de ziare și periodice[8].

#### Manuscrisele vechi
Colecția de manuscrise a lui Pierre Daniel, cumpărată de la protestanți, se regăsește în bibliotecile din Paris, Vatican, Orléans, Oxford (Regatul Unit) și Berna (Elveția) pentru cea mai mare parte. Aceste manuscrise poartă adesea un ex-libris, permițând identificarea provenienței lor.
Cele mai vechi manuscrise sunt în majoritate de origine italiană și se află la abație încă din secolul al VII-lea. Se poate presupune că un lot important este adus încă din secolul al VIII-lea.
Manuscrisele abației formează una dintre cele mai bogate biblioteci ale creștinătății, mai ales în perioada Evului Mediu timpuriu. Acestea sunt adunate, achiziționate sau copiate de către călugări în perioada cea mai înfloritoare a abației, între secolele VII și XII.

##### Epoca merovingiană și carolingiană
Cele mai vechi manuscrise nu provin cu siguranță din scriptoriul abației, deoarece acesta nu exista încă. Dintre cele aproximativ patruzeci de manuscrise anterioare anului 800 care provin de la abația Saint-Benoît-sur-Loire, două palimpseste, câteva foi cu scrieri ale sfântului Augustin, sfântului Ieronim, sfântului Ciprian și Lactanțiu datează din secolul al V-lea. Secolul al VI-lea este reprezentat prin Scripturi și scrierile Părinților Bisericii. Lotul anterior secolului al VII-lea are origine italiană. În secolul al VIII-lea, manuscrisul Pentateuhului de la Tours, redactat în latină și având o origine posibilă în Africa, Spania sau nordul Italiei, ajunge la abația Saint-Benoît-sur-Loire, apoi se regăsește la Tours pe tot parcursul Evului Mediu. Un manuscris care poartă un ex-libris identificabil ca aparținând unui abate al abației din ultimele decenii ale secolului al VIII-lea provine din scriptoriul acesteia. Se regăsesc un Corpus de gramatică, o carte a Profeților cu două inițiale ornate, două Biblii ale lui Théodulph, precum și un omiliar care conține predici inedite ale sfântului Augustin. Este posibil ca scriptoriul să fi produs două exemplare ale celor patru Evanghelii, dintre care unul, aflat la Tours, a fost folosit de cincisprezece regi ai Franței pentru a depune jurământul de abate laic al Bazilicii Saint-Martin de Tours între 1137 și 1650.

##### Clasicii latini
Abația Saint-Benoît-sur-Loire nu își datorează renumele caligrafiei sau miniaturilor, ci textelor, în special celor din literatura clasică. În secolul al IX-lea, abația adăpostește numeroase texte clasice. În secolul al X-lea, relațiile cu Anglia se intensifică datorită unuia dintre foștii săi călugări, Oswald de Worcester, care devine episcop al catedralei din Worcester, apoi arhiepiscop al catedralei din York. Acesta colaborează cu sfântul Dunstan, arhiepiscop al catedralei din Canterbury, pentru a restaura monahismul englez, conform obiceiurilor din abația Saint-Benoît și abația Saint-Bavon din Gent. Prin urmare, nu este surprinzător să găsim pe malurile Loarei manuscrise de stil englez, printre care un benedicționar al Școlii catedralei din Winchester. Secolul al XII-lea este reprezentat printr-o Biblie, iar în jurul anului 1239, abatele Jean I (1235-1248) comandă o serie de comentarii biblice.

## Domeniul temporal
Starețul abației Saint-Benoît-sur-Loire se înscrie în ierarhia feudală și, în perioada Evului Mediu timpuriu, depinde de comitatul Orléans. Ulterior, abația beneficiază de protecția regală și de imunitate, ceea ce îi interzice supunerea la procese judiciare și la plata dărilor pe pământurile și posesiunile sale. Papa Grigore al IV-lea îi acordă privilegiul de exempțiune, astfel încât abația nu poate fi judecată de un episcop, fapt care generează numeroase conflicte cu episcopul de Orléans.
Regele Franței, Filip al II-lea August, îi conferă statutul de abație regală, transformând-o într-un centru de propagare a ideii monarhice. Mănăstirea devine independentă și capătă statutul de casă-mamă prin înființarea unor filiale.
Un pelerinaj întreține timp de secole un flux constant de vizitatori, contribuind la răspândirea ideii naționale și monarhice, precum și a reformei benedictine. Călugării exercită o influență spirituală în satele pe care le administrează. După ce au contribuit la defrișarea și asanarea terenurilor, abația devine și un centru de credit, asigurând fondurile necesare pentru reparațiile cauzate de numeroasele revărsări ale Loarei. De asemenea, deține rezerve de alimente utilizate în perioadele de foamete.
Abația practică actele de caritate și ospitalitatea, având o casă de oaspeți destinată nobililor și un spital (hôtel-Dieu) pentru săraci. În timpul cruciadelor, o leprozerie este construită în locul numit Narbonne, în apropierea mănăstirii.
Abația deține, uneori temporar, mari proprietăți teritoriale în mai multe provincii ale Franței, inclusiv feude, terenuri supuse cenzului, drepturi de înaltă și joasă justiție, dreptul de a recolta lemn de foc și de construcție din pădurea Orléans, precum și drepturi de pescuit pe Loara, pe râuri și pe iazuri. De asemenea, beneficiază de drepturi asupra transporturilor terestre și fluviale pe Loara, având posibilitatea de a utiliza patru ambarcațiuni pentru aprovizionare, precum și privilegii asupra comerțului cu sare.
Abația încasează taxa de capitație (taille) și zeciuiala, deține patru mori de grâu și o moară de postav, dispune de cuptoare domnești (fours banaux) și trăiește din producția agricolă, din chiriile fermelor, precum și din veniturile provenite din priorate și biserici.
Întregul ansamblu de bunuri și privilegii este protejat prin numeroase procese, gestionat prin vânzări și achiziții menite să-i îmbunătățească rentabilitatea, iar clădirile sunt întreținute prin mari lucrări de restaurare. Pe domeniile abației, locuitorii sunt fie oameni liberi, fie iobagi supuși dărilor și corvezilor, cu excepția ultimelor secole de existență ale abației.
Localitățile sunt administrate de primari, adesea dinastici, pădurile sunt gestionate de un maestru al pădurilor asistat de pădurari, în timp ce poliția și justiția sunt în atribuțiile unui prepozit. Un notar redactează actele oficiale, iar un judecător judecă cazurile de înaltă justiție și păstrează sigiliul abației.
În cadrul mănăstirii, după stareț, care dispune de propria sa mense abbatiale, ofițerii beneficiază de venituri și domenii atașate funcțiilor lor, având titluri senioriale și drepturi de justiție. În funcție de epocă, printre ofițerii de la Saint-Benoît se numără: camerierul, priorul, trezorierul, subcamerierul, subpriorul, pivnicerul (cellérier), maestrul de lucrări, prepozitul, chevecierul, cantorul, economul (aumônier) și infirmierul. Veniturile lor le permit, după ce își acoperă nevoile personale și costurile de întreținere a clădirilor, să distribuie milostenie celor din jur.

### Domeniul

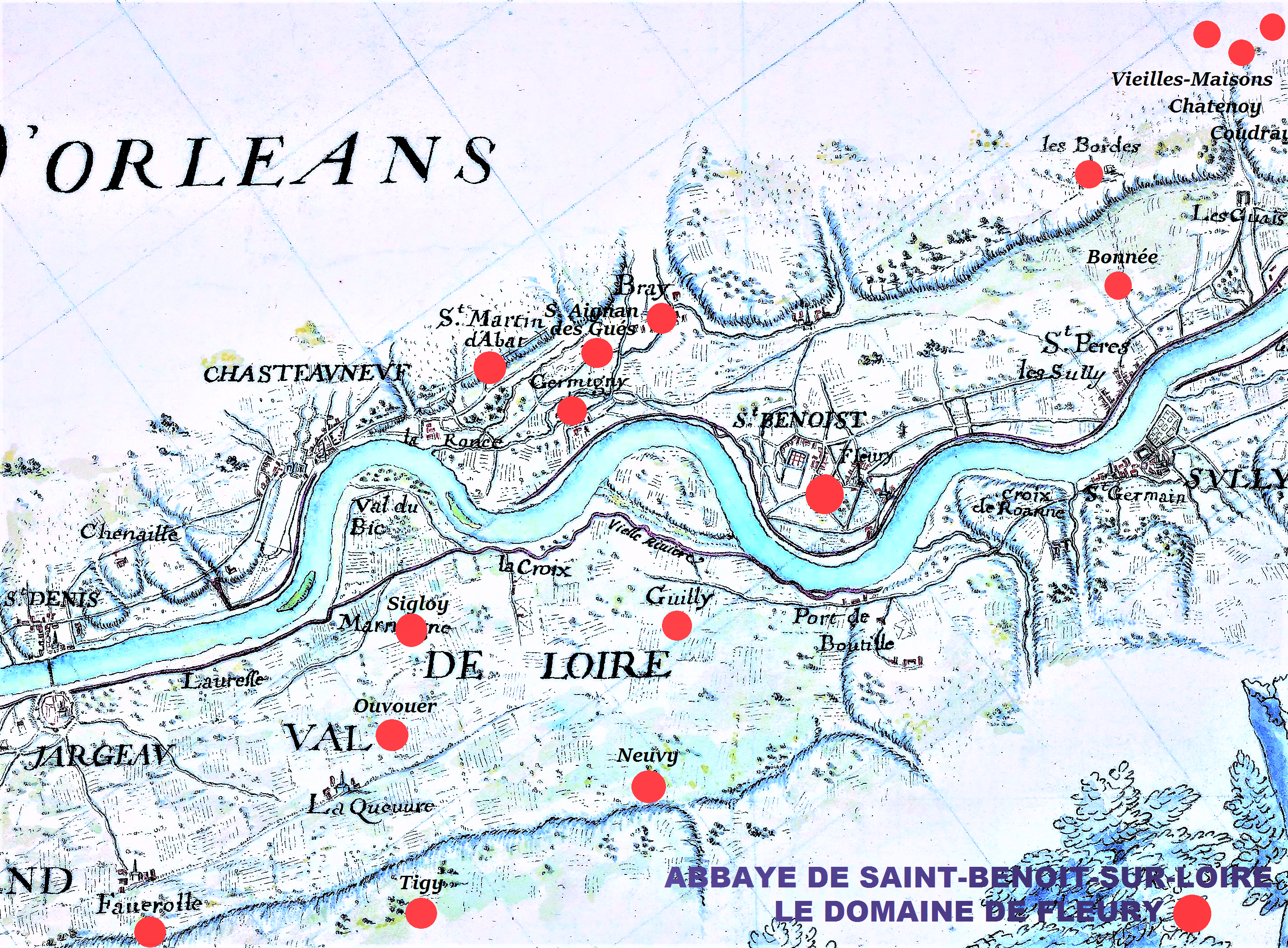
Domeniul Fleury.

Abația este fondată în anul 651 prin donația domeniului Fleury către Saint-Benoît-sur-Loire, care, datorită unor noi donații, formează în secolul al IX-lea un ansamblu compact. Acesta include localitățile Germigny-des-Prés, Saint-Martin-d'Abbat, Saint-Aignan-des-Gués, Bray-en-Val, Les Bordes și Bonnée pe malul drept al Loarei, iar pe malul stâng Tigy, Guilly, Neuvy-en-Sullias, Sigloy, Ouvrouer-les-Champs și Férolles. Puțin mai departe, spre nord-est, domeniul se extinde asupra localităților Vieilles-Maisons-sur-Joudry, Châtenoy și Coudroy.
Abația deține dreptul de prezentare a aproximativ o sută de preoți parohi în bisericile din episcopia Orléans, dintre care 55 în Loiret, precum și în episcopiile Sens, Chartres și Bourges. Majoritatea parohiilor se află în episcopia Orléans, pe domeniul Fleury, la care se adaugă Dampierre-en-Burly, Saint-Père-sur-Loire, Villemurlin, precum și parohiile importante din Lorris, Châtillon-sur-Loire și Gien.
La Orléans, biserica Saint-Benoît-du-Retour și o casă servesc drept reședință pentru abate și pentru călugării aflați în trecere, dar și ca refugiu în perioadele de tulburări.
Saint-Benoît deține priorate, prepozituri și case la Orléans și în Gâtinais, precum și în localitățile Sully-sur-Loire, Gien, Yèvre-le-Châtel (Yèvre-la-Ville) și Lorris. În Normandia, are posesiuni la Saint-James-de-Beuvron și Saint-Hilaire-du-Harcouët. În Berry, deține prioratele Saint-Benoît-du-Sault și Sancerre.
În Gasconia, abația administrează posesiuni la La Réole, precum și prioratul Saint-Caprais din Pontonx-sur-l'Adour. În Burgundia, are proprietăți la Perrecy-les-Forges și Dyé, iar în Champagne, la Sorbon, Feuges și Arnicourt.
Abația deține, de asemenea, o posesiune în Anglia, la Minting, în episcopia Lincoln.
În Étampes, abația deține o castelanie, al cărei sediu se află inițial la prioratul Saint-Pierre din Étampes, o posesiune a abației încă de la începuturile sale, apoi la Plessis-Saint-Benoist. Aceasta include, printre altele, Saint-Pierre d'Étampes (Essonne), Orveau-Bellesauve (Loiret), Mérouville și Sainville (Eure-et-Loir), precum și o parte din Authon-la-Plaine, inclusiv Plessis-Saint-Benoist (Essonne), și Sonchamp (Yvelines).

## Sigilii și blazoane

Actele încheiate de comunitate sunt sigilate cu un sigiliu reprezentând pe Sfântul Benedict, așezat pe un jilț, ținând în mâna dreaptă toiagul pastoral, iar în mâna stângă o carte deschisă, având inscripția: SIGILLUM CAPITULI SANCTI BENEDICTI FLORIACENSIS.
Pe reversul sigiliului se află o mână binecuvântătoare, însoțită de inscripția: DEXTERA DEI („Mâna dreaptă a lui Dumnezeu”).
Starețul folosește ceară verde, în timp ce capitolul și ofițerii abației utilizează ceară albă. Ofițerii au sigilii de același model, dar de dimensiuni mai mici.
Pentru abație, s-au păstrat fragmente dintr-un sigiliu ogival de 71 mm, datând din 1248, reprezentând un personaj așezat, văzut din față, ținând o crosă și o carte, având în dreapta o stea și în stânga o cruce; pe revers se află o mână binecuvântătoare.
Un sigiliu de pe o chartă a abatelui Maurice din 1214 este ogival, de 70 mm, de tip abatial, purtând inscripția: SIGILLUM MAURICII FLORIACENSIS ABBATIS. Acesta avea un contra-sigiliu din piatră gravată, reprezentând un cap văzut din profil, orientat spre dreapta, cu inscripția: SERVIRE REGNA („A sluji înseamnă a domni”).
Un fragment din sigiliul abatelui Jean I, aflat pe un acord cu regele din iunie 1248, este ogival, de 65 mm, de tip abatial, purtând inscripția: SIGILLUM JOHANNIS ABBATIS SANCTI BENEDICTI.
O rugăciune pentru rege, din 1285, poartă sigiliul ogival de 55 mm al abatelui Hélie, de tip episcopal, reprezentat sub un clopotniță și flancat de patru flori de crin, cu inscripția: SIGILLUM FRATIS HELYS ABBATIS SANCTI BENEDICTI FLORIACENSIS.
Sigiliul lui Jean Denis, vicarul abatelui, este ogival, de 60 mm, având un câmp decorat cu stele și reprezentând Sfântul Benedict, în picioare, în veșminte monahale, ținând în mâna dreaptă o bisericuță și în mâna stângă crosa sa, înclinată, cu inscripția: SIGILLUM JOHANNIS DYONISIS VICARII ABBATIS SANCTI BENEDICTI FLORIACENSIS.
Comunitatea este considerată o persoană juridică atât din punct de vedere feudal, cât și conform dreptului canonic, având un simbol exterior al demnității sale: blazonul.
Acesta se descrie heraldic astfel:
- „De azur, cu o cruce de argint încărcată cu cinci trandafiri de gules, cantonată în partea superioară de doi crini de aur și în partea inferioară de două crose de aur, așezate spate în spate.”

Aceste elemente evocă numele Fleury și protecția regală.

## Arhitectura

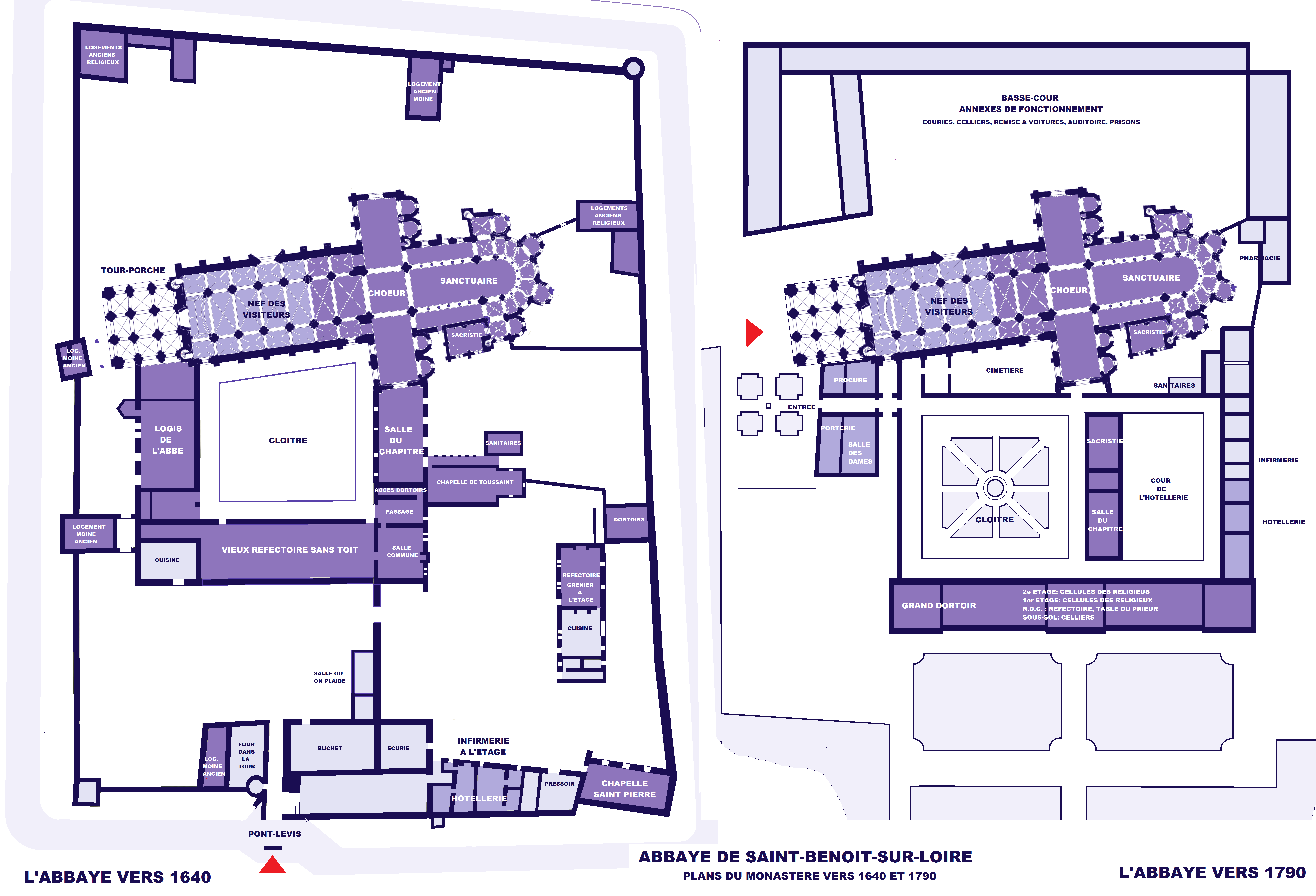
Planurile abației în jurul anilor 1640 și 1790.

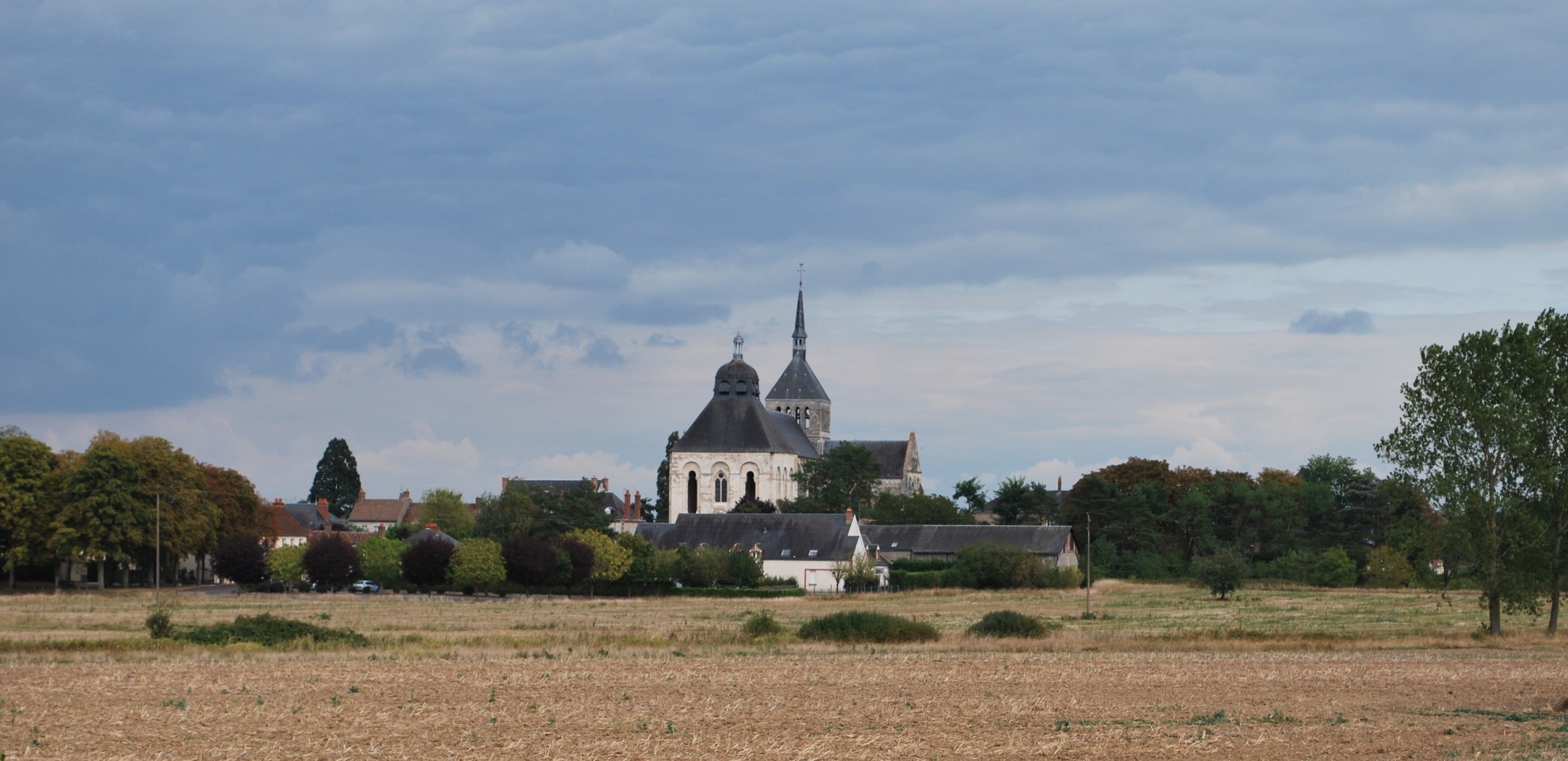
Locația abației pe movila care o protejează de inundațiile Loarei.

Din fosta abație Saint-Benoît-sur-Loire, care a fost construită după un plan mai simplu inspirat de marea abatie de la Cluny III, nu s-a păstrat decât biserica abatială Notre-Dame.
Totuși, organizarea sa și legăturile cu orașul pot fi înțelese datorită planurilor realizate în anii 1640, 1645, 1749, 1790, 1794 și 1795, precum și prin gravurile din Monasticon Gallicanum din secolul al XVII-lea.
Mănăstirea ocupă centrul micii așezări, care este protejată de un șanț fortificat, prevăzut cu poduri și turnuri la principalele căi de acces către Châteauneuf-sur-Loire, Sully-sur-Loire și către portul de pe Loara.
Încă din anul 889, abația este fortificată, transformându-se într-o mică cetate, care poate servi atât la apărarea călugărilor, cât și la protejarea orașului.
Cel mai vechi plan, realizat de mauriști între 1627 și 1640, reprezintă un zid de incintă fortificat, protejat de un șanț și turnuri. Accesul se face din sud, printr-un pod mobil.
Organizarea generală respectă regula Sfântului Benedict, cu clădirile conventuale dispuse în jurul claustrului. Sala capitulară, vizibilă pentru toți, permite participarea tuturor la adunări. Dormitoarele sunt situate aproape de biserică, pentru a facilita participarea la slujbele de noapte. Refectoriul, amplasat la sud, se află în ruină la Saint-Benoît, fiind înlocuit de o casă mare utilizată în același scop.
Călugării vârstnici și ofițerii dispun de locuințe particulare. Vizitatorii sunt găzduiți aproape de intrare, alături de sala unde se desfășoară procesele.
În colțul sud-est, capela Saint-Pierre marchează locul unde se afla vechea biserică Saint-Pierre. Anexele funcționale includ cuptorul și teascu, însă grânarul pentru zeciuială se află în afara incintei.
În 1644, sub conducerea cardinalului de Richelieu, sunt construite un refectoriu cu săli comune și un dormitor.
Între 1712 și 1724, este ridicată marea clădire sudică, numită dormitor, având o arhitectură tipic mauristă, similară cu cea a multor alte abații. Parterul este destinat refectoriului, care măsoară 20 de metri lungime și 8 metri înălțime, iar la vest, față în față cu intrarea, se află masa priorului. Cele două etaje superioare sunt ocupate de celulele călugărilor, iar în subsol se găsesc imense pivnițe.
În 1721, grădinile sunt reamenajate, iar în 1731 este construită o nouă clădire, urmată de pavilionul hôtelleriei, ridicat în 1736.
În timpul Revoluției Franceze, clădirile mănăstirii sunt demolate și utilizate ca carieră de piatră. Singurele elemente rămase sunt câteva ziduri ale porții, care au fost transformate ulterior în Biblioteca Benedictină.

### Cronologie
În anul 651, abația este fondată cu două oratorii dedicate Sfântului Petru și Sfintei Fecioare Maria. Între anii 653 și 660, rămășițele Sfântului Benedict sunt depuse la Sfântul Petru, apoi în oratoriul Sfintei Fecioare Maria.

#### Biserica Sfântul Petru
Biserica este reconstruită între anii 786 și 801, incendiată de normanzi în 865, apoi reconstruită din nou înainte de 883. În 1026, după un nou incendiu, starețul Gauzlin (1004-1030) o face restaurată. Biserica pare să fi fost restaurată și în secolul al XI-lea. Este în ruină în secolul al XIV-lea. În 1681, o capelă este reconstruită pe locul său.

#### Biserica Notre-Dame
Modestul oratoriu Notre-Dame este, fără îndoială, extins sub impulsul starețului Mommole (632-663), care depune acolo relicvele Sfântului Benedict. Starețul Odon (930-943) face să fie amenajată o criptă în care sunt închise rămășițele sfântului. Două incendii, în 974 și 1002, afectează edificiul, iar între 988 și 1004, cantorul Godefroy construiește un Tezaur pentru a proteja obiectele prețioase. Acesta este finalizat de starețul Gauzlin, numit în 1004.
În anul 1026, un incendiu distruge întregul ansamblu monastic, care este restaurat, dar lucrările sunt apoi întrerupte. Starețul Guillaume (1067-1080) reconstruieste biserica, ruinată de timp și de incendiu, după un alt plan.
Data construcției turnului-portic este controversată; aceasta se situează între anii 1020 și 1035, sau chiar puțin mai târziu. În 1108, corul și transeptul sunt finalizate, iar regele francilor Filip I este înmormântat acolo. Ulterior, se reconstruiește nava, care este finalizată sub conducerea starețului Barthélémy (1215-1235).
Lucrările din secolele următoare se concentrează mai ales pe mobilier, cum ar fi instalarea stranelor în 1413. După trecerea abației în regim de commende în 1486, au loc reparații importante care afectează colateralele navei, deambulatoriul și capelele radiante. Jubeul este construit în 1518. Mozaicul italian este montat în cor între 1531 și 1535, potrivit unor autori.
O bibliotecă, transformată în sacristie în 1637, este construită deasupra Tezaurului, iar în 1615, turnul central, lovit de trăsnet, este restaurat.
După introducerea Congregației Sfântului Maur în 1627, numeroase lucrări modifică decorul interior al bisericii. În 1648, poarta de vest dintre navă și turnul-portic este redeschisă și decorată. În 1704, se construiește o tribună pentru orgă pe prima travee vestică.
Odată cu clasificarea bisericii abațiale pe prima listă a monumentelor istorice din 1840, se ia decizia de a restaura fațadele de vest și sud ale turnului, stâlpii pridvorului, peretele colateralului sudic al navei, frontonul sudic al transeptului, crucea transeptului și bolțile corului. Marele retablu din 1661 și capela gotică din secolul al XIII-lea a criptei sunt eliminate.

### Bisericile primitive

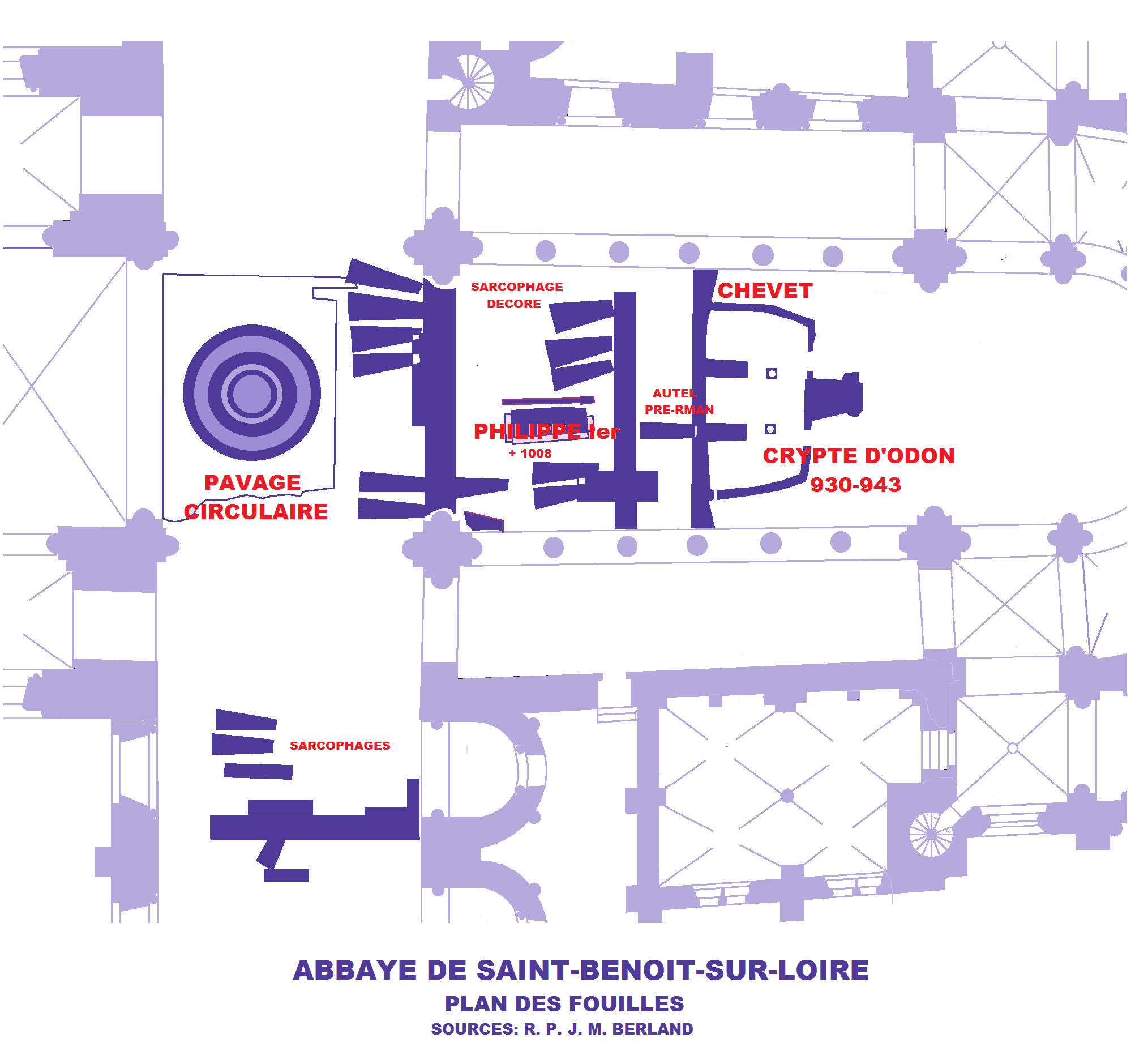
Planul săpăturilor

În 1923 și pe parcursul anilor 1958 și 1959, au fost efectuate săpături în brațul sudic al transeptului, corul, transeptul și nava, pe o lungime de 35 m și o lățime de 8,50 m. Acestea au scos la iveală planul bisericii primitive, care prezenta o navă cu un singur spațiu, un transept și un cor plat. Mai la est, a fost descoperită o construcție enigmatică, formată din două ziduri paralele la o distanță de 1,50 m, două baze de coloane și un coridor central flancat de două mici nișe laterale. Fragmentele descoperite sugerează că această structură era boltită. Aceasta este adesea identificată ca fiind cripta construită în timpul mandatului starețului Odon (930-942).
De asemenea, au fost descoperite un pavaj important al bisericii anterioare, mormântul regelui Filip I și mai multe sarcofage, dintre care unele par să fie anterioare epocii carolingiene. Sub crucea transeptului a fost găsit un pavaj cu un diametru de 4,50 m, iar dedesubt un alt pavaj, mai vechi. Sub cupolă, trei straturi de pardoseală suprapuse au fost identificate: stratul superior constă dintr-un pavaj de marmură din secolul al XI-lea, sub acesta se află un pavaj carolingian din secolul al IX-lea, iar la 40 cm dedesubt, un alt strat și mai vechi, datând din epoca merovingiană.

### Abațiala Notre-Dame

#### Planul
Biserica abațială Notre-Dame de Saint-Benoît-sur-Loire este orientată spre est-sud-est. Axul său prezintă o ruptură la intrarea în navă, la crucea transeptului și la deambulatoriu, cu o ușoară inflexiune spre nord-est.
Nava, alcătuită din șapte travee, este flancată de colaterale, mai late pe partea de nord decât pe cea de sud. Transeptul este foarte proeminent, având pe fiecare braț al său două capele în hemiciclu, cele din nord fiind mai lungi. În a patra travee nordică, o poartă permitea accesul din curtea de intrare a abației în biserică.
Corul, foarte lung, comunică cu colateralele prin șase arcade. Absida are un deambulatoriu decorat cu două capele în hemiciclu și un fel de fals transept, al cărui fiecare braț este prevăzut spre est cu o capelă în hemiciclu.
O criptă este săpată sub micul transept, absidă, deambulatoriu și capele. La sud de cor, vechiul Tezaur, numit și cripta Sfântului Mommole, este suprapus de fosta bibliotecă, transformată ulterior în sacristie.
La vest de navă, turnul-portic are două niveluri. La parter, acesta comunică cu nava printr-o poartă.
Pentru construcția turnului-portic, a transeptului, a corului, a capelelor radiante și a criptei s-a folosit piatra de Bulcy (Nièvre). Nava, care aparține unei alte etape de construcție, este realizată din piatră de Bourré (Loir-et-Cher). Paramentele exterioare sunt din piatră de Briare, Beaune-la-Rolande și Fay-aux-Loges (Loiret).

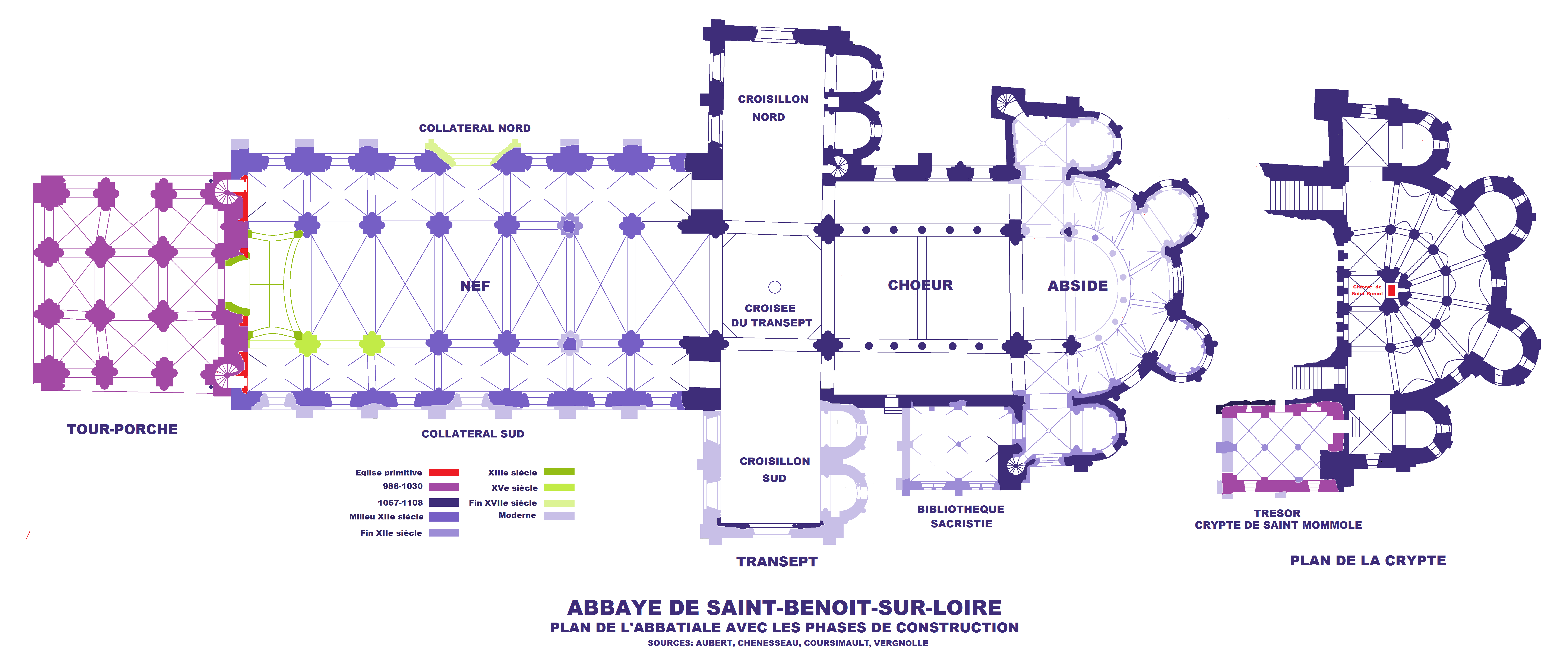
Planul abatiei cu etapele de construcție.

#### Turnul-portic

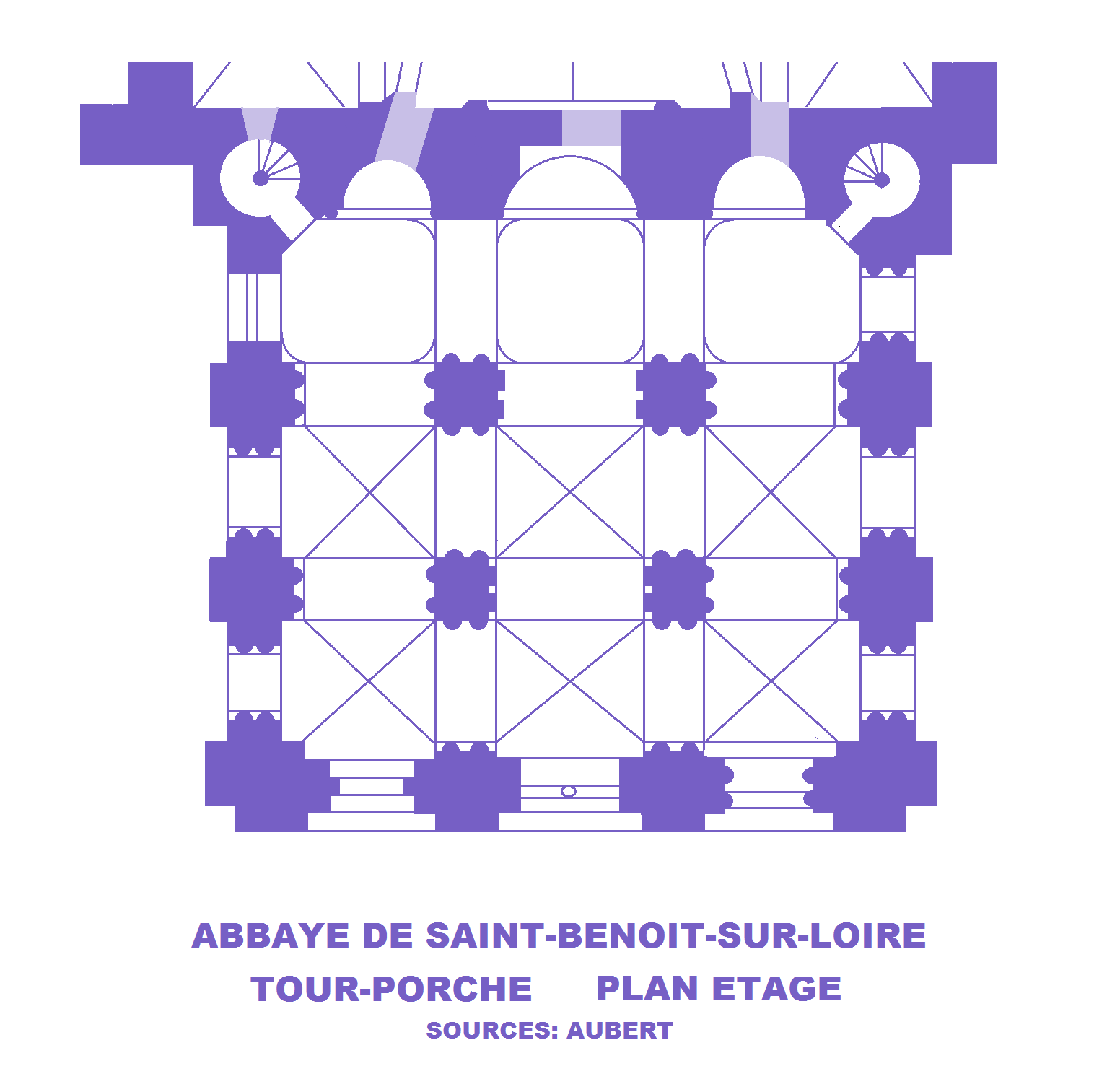
Planul etajului porticului.

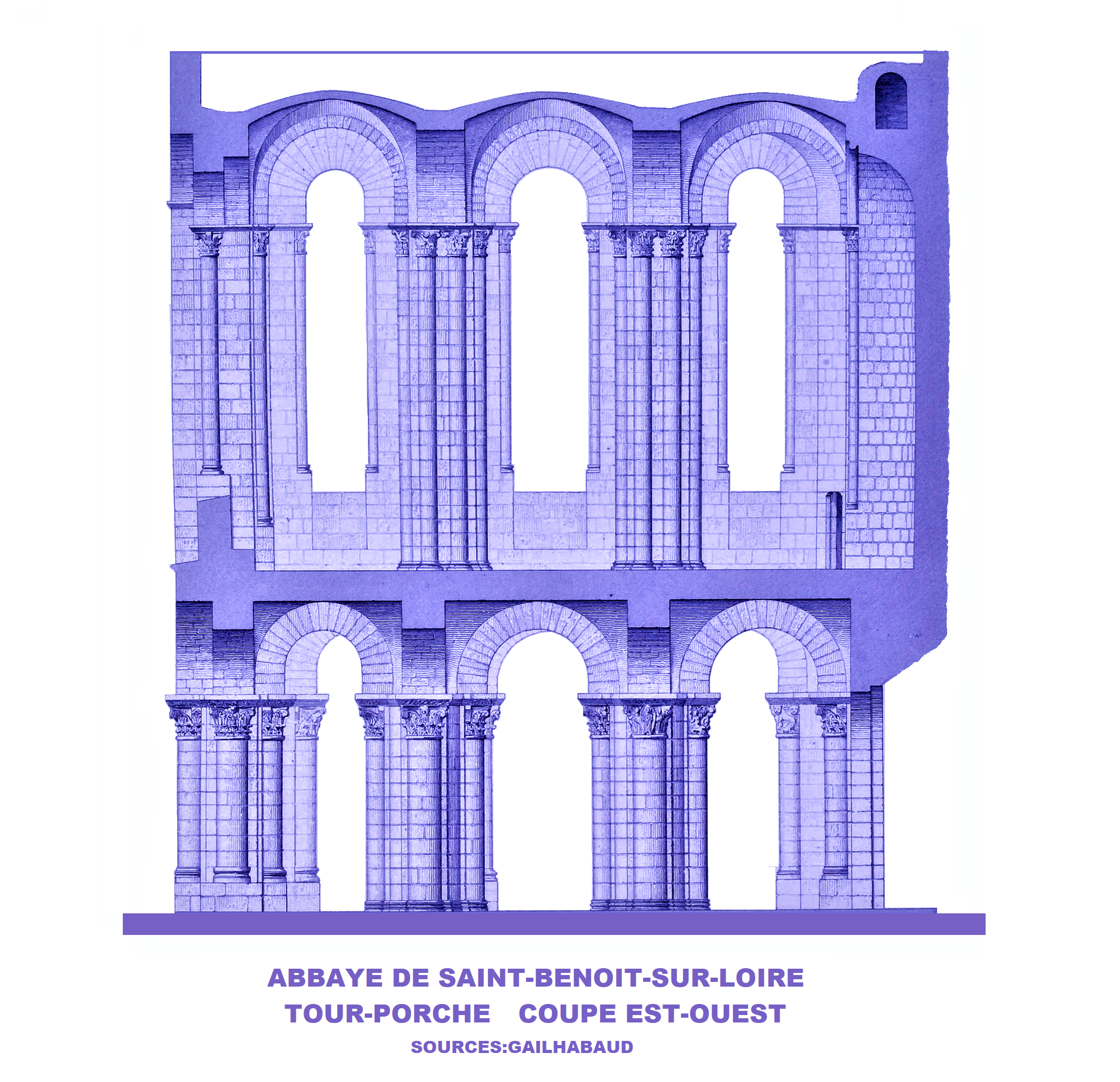
Secțiune prin portic.

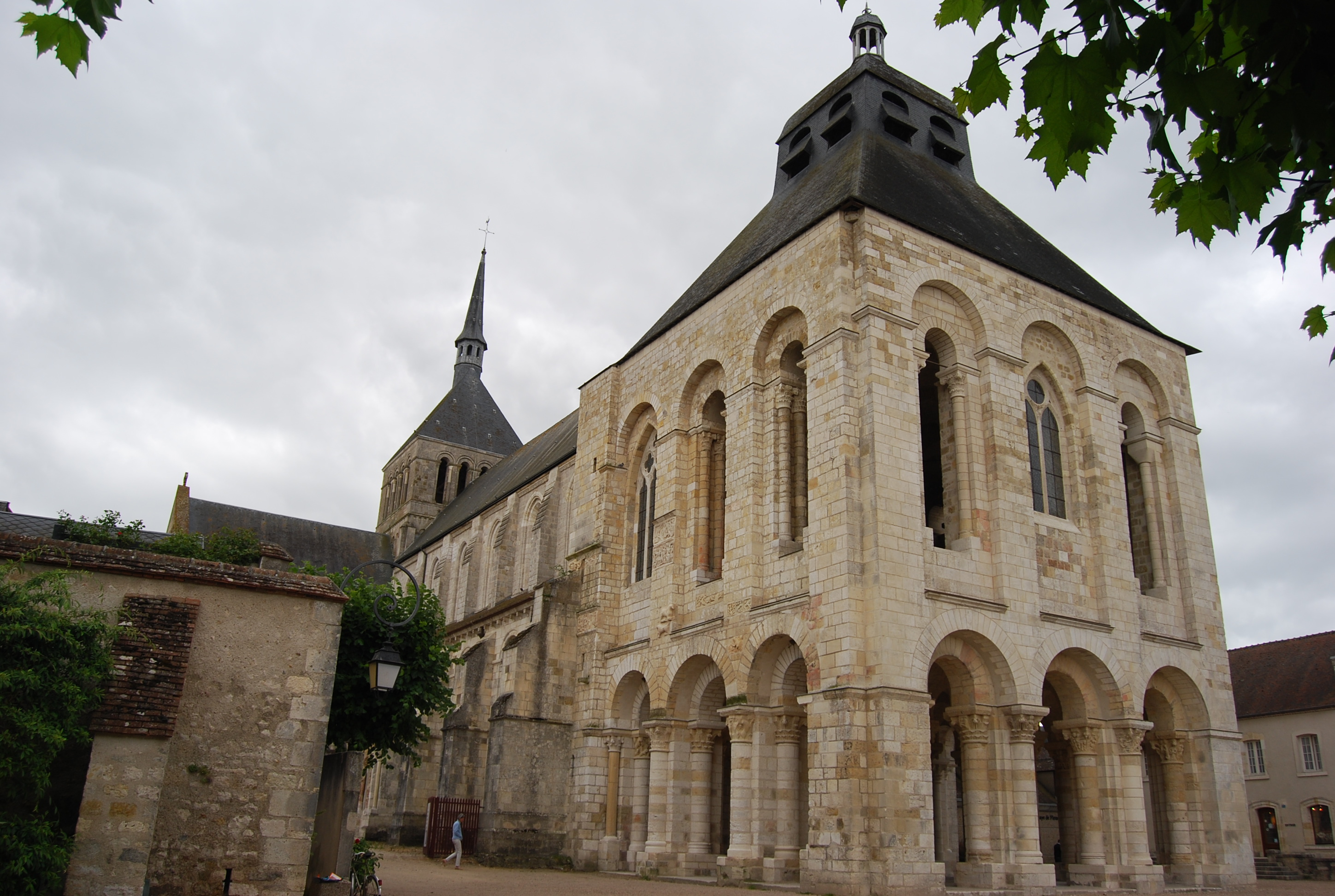
Vedere de ansamblu a turnului-portic.

Turnul-portic este construit pe un plan aproape pătrat, cu laturi de aproximativ 16 metri, ocupând o suprafață de 260 m² pe două etaje. Parterul are o înălțime de 6,60 metri, iar etajul de 10,35 metri. Două scări în spirală, situate în peretele estic, asigură accesul la etaj, cea din nord continuând până în pod, unde se află o șarpantă în pavilion.
Construcția este realizată din piatră provenită din împrejurimile localității Bulcy. Grosimea rosturilor la parter variază între 3 și 5 cm, în timp ce la etaj acestea sunt mai subțiri, având doar 3 cm. Capitelurile și bazele sunt sculptate dintr-o piatră mai fină, provenind din aceeași regiune.
Parterul este deschis pe trei laturi prin arcade triple, cea din mijloc fiind mai largă decât celelalte două, și este închis la est de peretele navei. Aceste arcade în plin cintru, cu dublu retragere, se sprijină pe pile dreptunghiulare la nord și la sud, iar pe pile cruciforme la vest. Ele sunt întărite de o semicoloană pe fiecare față și de puternice contraforturi la pilele din cele două colțuri.
Spre est, coloanele se sprijină pe retrageri importante, care adăpostesc în grosimea lor scările în spirală. De fiecare parte a porții centrale, arcade în plin cintru de 6,10 metri înălțime au fost astupate.
Pridvorul este împărțit în nouă travee acoperite cu bolți de arête din blocaj, separate prin largi arcade dublou în plin cintru. Dispunerea pilelor este destul de neregulată. Unele dintre ele au fost refăcute în secolul al XV-lea și în epoca modernă.
Etajul reproduce diviziunile parterului. În traveea centrală, coloanele sunt tăiate la jumătatea înălțimii și așezate pe console ornamentate cu figuri sculptate la începutul secolului al XV-lea, pentru a permite instalarea stranelor împotriva pilelor.
Marile arcade au fost astupate în secolul al XIV-lea, cu excepția a două dintre ele, unde au fost montate ferestre pentru a transforma etajul într-o capelă închisă. Zidirea acestora a fost îndepărtată în timpul restaurărilor din perioada 1836-1839.
La sud, pilele au fost aproape complet reconstruite între 1836 și 1839. Acestea sunt unite prin arcade dublou largi în plin cintru, susținând bolți de arête, cu excepția celor de la est, învecinate cu nava, care au formă de cupolă.
În peretele estic, trei nișe în plin cintru, de 8,80 metri înălțime, sunt acoperite cu bolți în formă de semicupolă. Acestea adăposteau probabil altare, cea din mijloc fiind dedicată Sfântului Mihail, conform obiceiului de a consacra astfel de săli sau capele superioare. Nișele au fost ulterior perforate cu deschideri care comunicau cu biserica primitivă, dar au fost astupate în momentul construcției actualei biserici.
Turnul-portic adăpostește cele patru clopote ale abației, care sună notele do, fa, sol și la. Cele douăsprezece porți neînchise ale turnului-portic pot evoca Ierusalimul ceresc.

##### Funcția și datarea
Funcția și datarea turnului-portic sunt subiecte larg controversate:
- Pentru starețul Rocher, autorul primei lucrări de referință despre abație, starețul Gauzlin de Fleury (1004-1030), care nu a finalizat turnul în timpul mandatului său, avea intenția de a construi un turn feudal, un fel de nartex, pentru a-l lega ulterior de biserică. Mai înalt decât cel actual, acesta ar fi fost parțial demolat sub domnia regelui Francisc I în 1527[3].
- Pentru Georges Chenesseau, acest pridvor cu două etaje, suprapus de un clopotniță, se înscrie de la bun început în seria nartexelor monumentale, utile pentru a adăposti pelerinii care nu puteau asista la slujbe din cauza unei penitențe publice. De asemenea, liturgia impunea existența unor spații de adunare înainte de intrarea în biserică. Etajul nu putea servi decât pelerinilor și, posibil, adăpostea un altar.

El atribuie turnul-portic lui Gauzlin de Fleury, care ar fi început construcția cu câțiva ani înainte de moartea sa. Turnul a fost finalizat ceva mai târziu, în cadrul unei alte campanii de construcție. Capitelurile etajului au fost sculptate înaintea celor de la parter, în timpul construcției din jurul anului 1100. Cele de la parter ar fi fost sculptate în al doilea sfert al secolului al XII-lea.
- Pentru Marcel Aubert, toate indiciile conduc la plasarea construcției turnului în ultimul sfert al secolului al XI-lea. Starețul Guillaume, între anii 1067 și 1080, a făcut să se ridice mai întâi turnul în partea de vest, apoi transeptul și corul, ale căror construcții sunt puțin mai recente decât cea a turnului[6].
- Pentru istoricul arhitecturii și arheologul francez Eugène Lefèvre-Pontalis, acest pridvor nu poate fi un edificiu din secolul al XI-lea[57].
- Pentru Éliane Vergnolle, abația este un centru de cultură clasică, având legături strânse cu Capețienii. Starețul Gauzlin de Fleury inițiază construcția unui turn, pe care regele dorește să-l vadă drept un model pentru întreaga Galie. Șantierul este deschis în 1026, dar nu este finalizat la moartea lui Gauzlin în 1030.

Turnul reia vechea tradiție a turnurilor construite la vestul bisericilor, dar adoptă o nouă tehnică de construcție și ocupă un loc important la începutul perioadei dominate de arta romanică, datorită calității remarcabile a sculpturilor capitelurilor și a plăcilor inserate în peretele nordic. Primele dintre acestea datează din anii 1070-1080, iar celelalte din începutul secolului al XII-lea.
Sculpturile de la parter sunt realizate de Unbertus, care și-a gravat numele, sau au fost realizate sub îndrumarea sa de către elevii săi. Etajul provine dintr-un alt atelier, cu un stil diferit.
- Pentru Marcel Durliat, este de neconceput ca un decalaj de o jumătate de secol să despartă capitelurile lui Unbertus de la Saint-Benoît-sur-Loire de primele capiteluri corintiene ale Bazilicii Saint-Sernin din Toulouse, ceea ce nu este deloc surprinzător pentru Éliane Vergnolle[60].

##### Sculptura

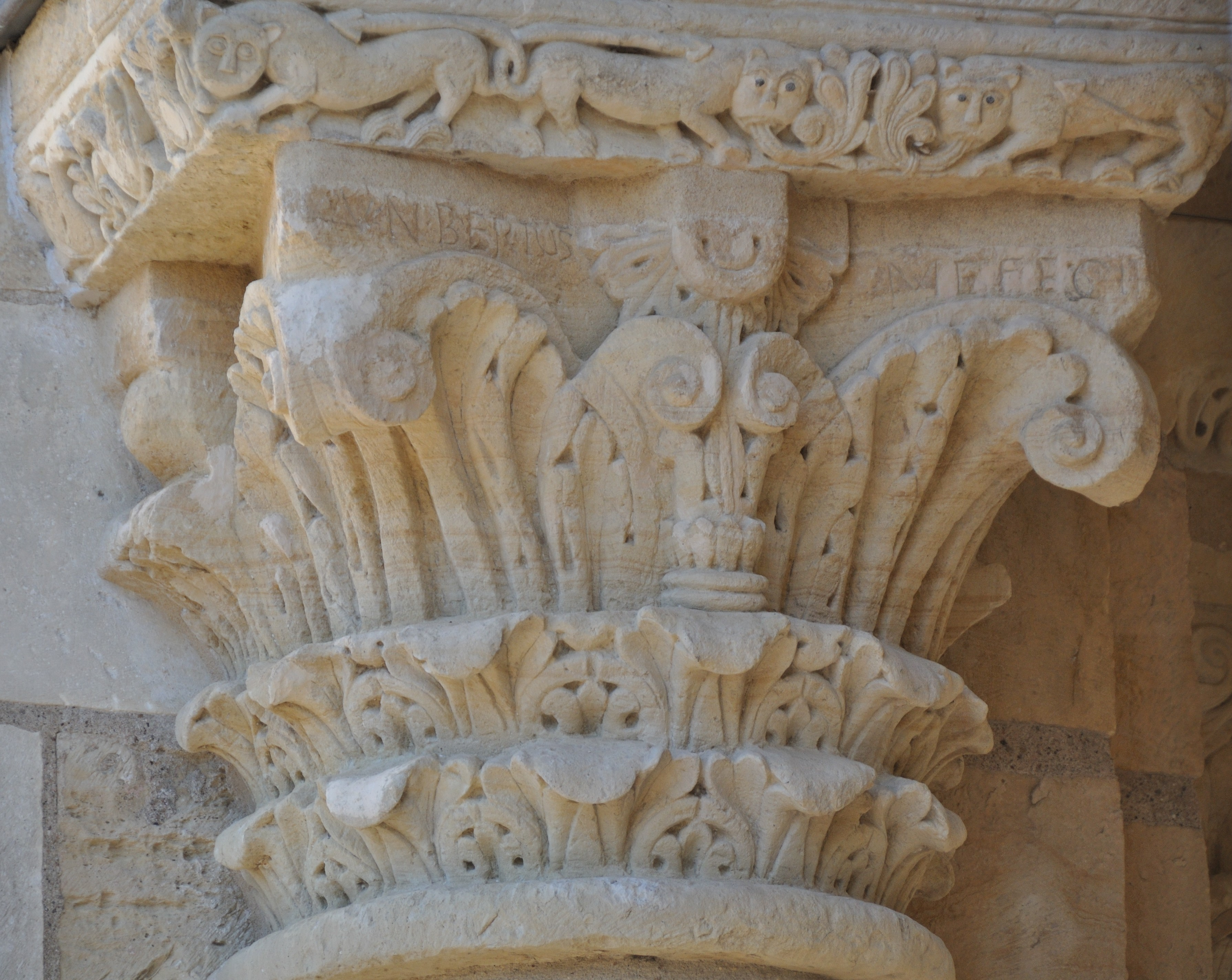
Capitelul lui Unbertus.

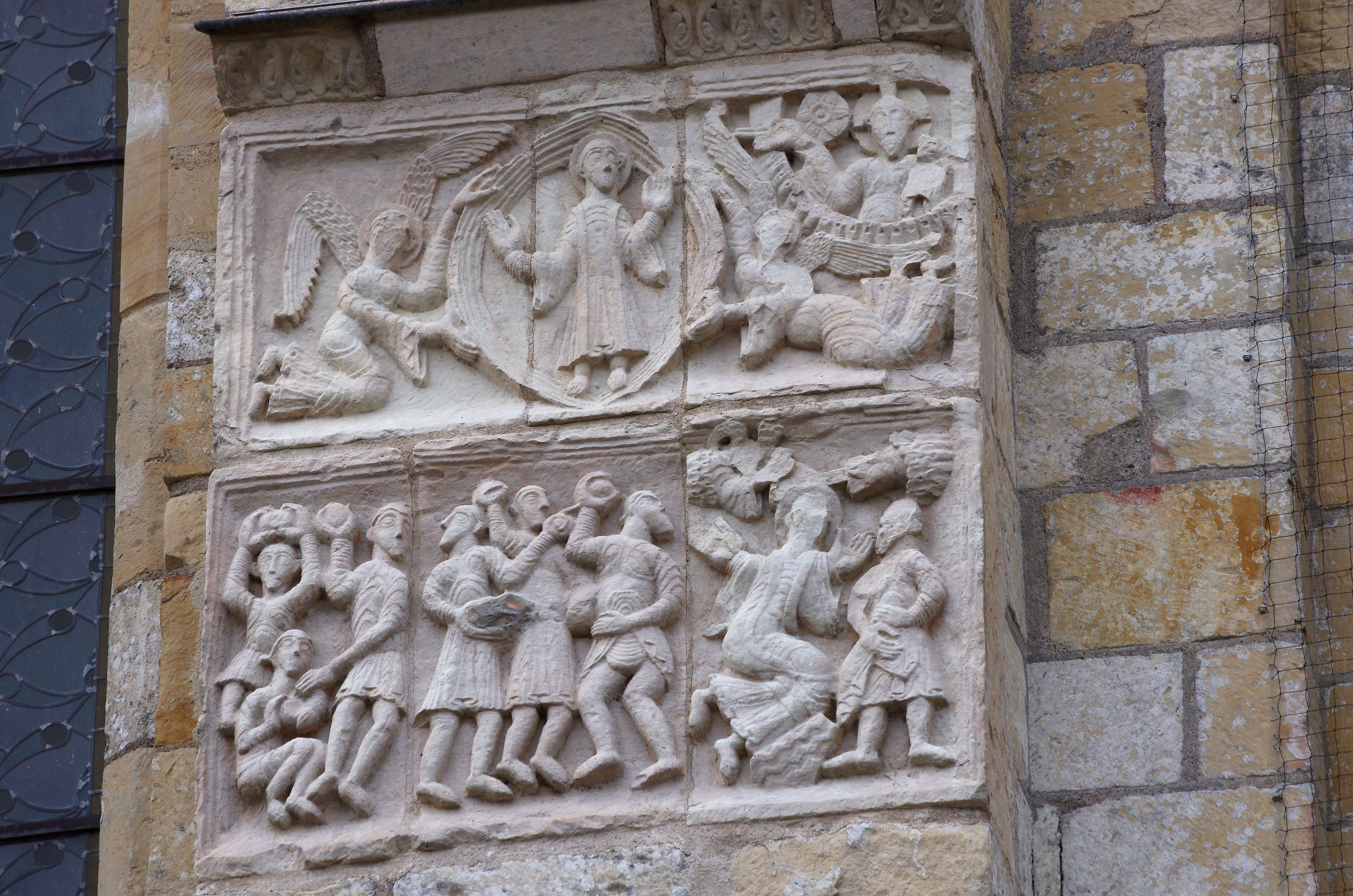
Sculpturi ale fațadei nordice.

Turnul-portic prezintă două grupuri de sculpturi bine distincte. Parterul poartă semnătura lui Unbertus, care și-a gravat numele pe unul dintre capiteluri. Antichitatea își recâștigă aici valoarea ca mediu de formare și sursă de inspirație pentru artist, prin utilizarea stilului corintic și adăugarea unor motive decorative, precum palmeta, care rămâne o alternativă la stilul corintic.
Sculptorul se bazează pe trecut pentru a modela viitorul și pare să-și fi completat formarea în orașe bogate în ruine antice. Se regăsesc, de asemenea, influențe carolingiene încă vii în epoca sa. Toate aceste împrumuturi converg spre arta romanică, într-o sinteză deosebit de bogată, vizibilă în compoziția istorică a capitelurilor și a plăcilor sculptate de pe fațada nordică.
La etaj, nici Unbertus, nici elevii săi nu sunt prezenți, ceea ce afectează calitatea decorului. Formele, mai puțin reușite din punct de vedere estetic, sunt mai apropiate de spiritul romanic.
Pe fațada nordică a turnului-portic se găsesc fragmente reutilizate, dintre care două basoreliefuri atrag atenția. Unul înfățișează un sfânt în glorie, iar dedesubt se află o scenă de violență. Mai spre stânga, un panou de aceeași dimensiune este foarte șters. În alte locuri, se pot recunoaște semnele zodiacului, un om care se încălzește, animale, printre care și o femelă care alăptează trei pui.

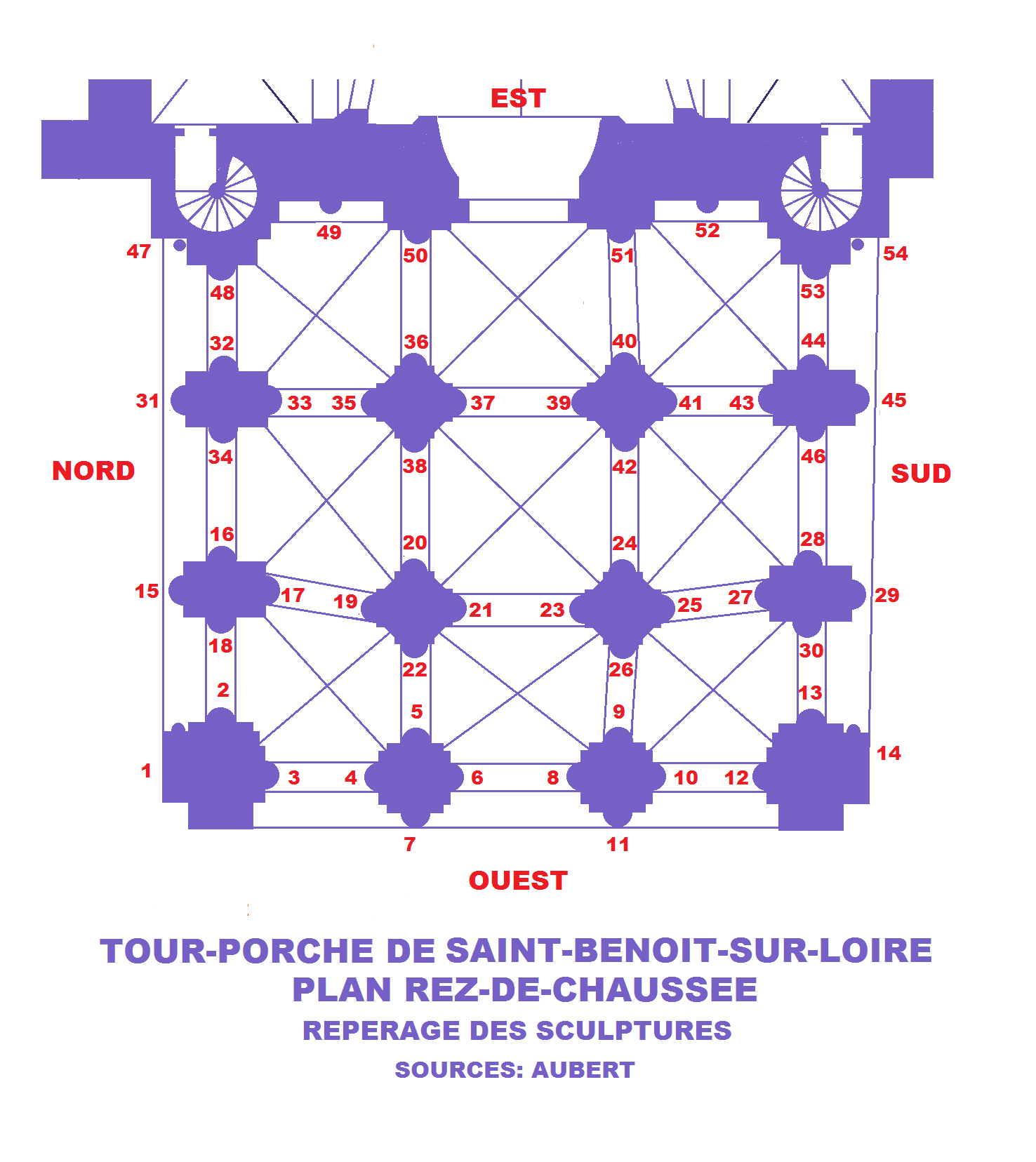
Localizarea sculpturilor.

La capitelurile de la parter, majoritatea prezintă un amestec de figurine și motive vegetale, iar puține aparțin artei iconografice. Dintre cele 54 de capiteluri ale celor 16 stâlpi, cele cu numerele 14, 29, 40, 44, 45, 52, 53 și 54 sunt capiteluri noi, lăsate în stare brută, abia degroșate. Capitelul nr. 51 este o replică a unui capitel de la etaj, iar nr. 1 este o imitație a nr. 23.
Douăzeci și nouă de capiteluri aparțin ordinului corintic, iar unele sunt supraîncărcate. Nr. 22 înfățișează un personaj care ține o mască, nr. 32 prezintă trei lebede, nr. 27 păsări afrontate, nr. 28 un mistreț înlănțuit în întrețesături, nr. 25 un cavaler, câini și un animal care sugerează o scenă de vânătoare sau un joc de circ, nr. 33 o atacare de către un câine, nr. 43 o scenă de dresaj de urși, iar nr. 12 este corintic cu figurine.
Cinci capiteluri sunt decorate în întregime cu animale. Nr. 15 și 17 înfățișează patrupede sprijinite spate în spate, nr. 16, 41 și 42 animale afrontate, dintre care nr. 42 prezintă păsări juxtapuse patrupedelor, nr. 41 ilustrează cabriola animalelor, iar nr. 16 și 42 antilope.
Trei capiteluri sunt decorate atât cu oameni, cât și cu animale: nr. 2 prezintă patrupede, șerpi și oameni, nr. 36 înfățișează oameni și lei, iar nr. 48 un amestec de lei încadrând capete umane.
Opt capiteluri cu figurine în care Noul Testament are partea sa. Nr. 49 prezintă Buna Vestire, și, posibil, pe Iisus; nr. 39 ilustrează fuga în Egipt. Istoria sfinților inspiră nr. 37, unde Sfântul Martin își împarte mantia. Apocalipsa este sursa a trei capiteluri din colțul sud-vestic: nr. 8 și 11 redau viziunea celor patru cai, nr. 11 înfățișează viziunea Fiului Omului între cele șapte candelabre și cele șapte stele, nr. 12 prezintă dragonul înlănțuit, nr. 10 ilustrează Judecata de Apoi, iar nr. 30 îl arată pe Sfântul Mihail și pe Satana disputându-și sufletele.
Aceste capiteluri se inspiră din Scripturi, din scene ale vieții cotidiene sau din timpul pelerinajelor, unde o mulțime pestriță de saltimbanci, acrobați și bufoni ocupă un loc important. Pe nr. 26, un comedian ține o mască; pe nr. 26 și 38 apar atleți; pe nr. 4 și 41, un om și animale execută cabriole; nr. 43 prezintă fiare în proces de dresaj; nr. 33 înfățișează fiare hărțuite de un câine; nr. 25 redă o scenă de vânătoare sau un joc de circ; nr. 36 și 48 arată lei fraternizând cu dresorii lor. Pe nr. 2 se pot recunoaște, dacă se dorește, șarmers de șerpi, un luptător imobilizat de adversarul său, care îl apucă de barbă, un dresor hrănind o fiară și, în final, un perceptor primind obolul spectatorilor.
Capitelurile de la etaj reprezintă serii de figuri umane în nișe, războinici care se sfâșie între ei, împletituri de oameni și șerpi, un solitar care meditează lângă un amestec de lei, frunziș și animale.

#### Nava
Între turnul-portic și transept, nava bisericii primitive este demolată pentru a face loc unei noi nave cu șapte travee, puțin mai late decât corul. Lucrările, începute în al doilea sfert al secolului al XII-lea în stil romanic, nu sunt finalizate decât în secolul al XIII-lea, sub abatele Barthélémy (1215-1235), în epoca gotică. Totuși, aceasta prezintă o anumită unitate, deoarece planul arhitectural inițial a fost păstrat pe parcursul lucrărilor, care s-au desfășurat de la est la vest.
Probabil concepută inițial pentru a fi acoperită cu o șarpantă, o boltă semicilindrică sau o boltă pe arce dublouri, decizia târzie de a construi bolți pe ogive cu plan dreptunghiular a necesitat întărirea structurilor. Zidurile laterale au fost ridicate, iar înălțimea ferestrelor a fost dublată. Stâlpii sunt de formă pătrată, cu colțurile tăiate printr-o față teșită și întăriți cu semicoloane angajate.
Refacerea părților superioare ale ultimelor trei travee, finalizarea primelor patru deasupra marilor arcade și construirea bolții sunt realizate în primul sfert al secolului al XIII-lea și finalizate între 1215 și 1235.
Colateralele sunt luminate prin ferestre încadrate de colonete, iar zidurile lor au fost ridicate spre mijlocul secolului al XII-lea. Acestea sunt acoperite cu bolți pe arce dublouri.
În a patra travee de la nord, o ușă permite comunicarea între biserică și curtea de acces a vizitatorilor, iar la sud, în prima travee, o altă ușă lega biserica de claustru.

##### Capitelurile
Două capiteluri situate în apropierea transeptului provin dintr-o campanie anterioară și sunt singurele cu decor istoric. În colateralul nordic, unele capiteluri cu simple toruri indică restaurări realizate după Războiul de 100 de Ani. Cele decorate cu croșete vegetale și frunziș natural aparțin stilului secolului al XIII-lea.
Capitelurile din secolul al XII-lea sunt mai numeroase și atrag atenția: unul de tip corintic este strâns cu o torsadă, altele sunt decorate cu figuri animale, iar un capitel mai elaborat decât celelalte înfățișează patrupede surmontate de papagali și capete umane.

##### Dimensiuni
Lungimea navei centrale: 36,85 m, lățimea între axele pilaștrilor: 9,19 m, lățimea colateralului nordic: 4,12 m, lățimea colateralului sudic: 3,65 m, înălțimea navei: 18,80 m, înălțimea colateralelor: 8,35 m.

#### Transeptul, corul și absida
Întregul transept, împreună cu corul și absida, constituie, după turnul-porche, cea mai veche parte a abației. Început între 1067 și 1080, acesta a fost consacrat Fecioarei și Sfântului Benedict la 21 martie 1108. Corul adânc, dublat de colaterale, este delimitat la vest de un transept mare și la est de un rudiment de transept, pe care se deschide absida în formă de hemiciclu, înconjurată de un deambulatoriu prevăzut cu două capele radiante. Această absidă formează sanctuarul.

##### Transeptul

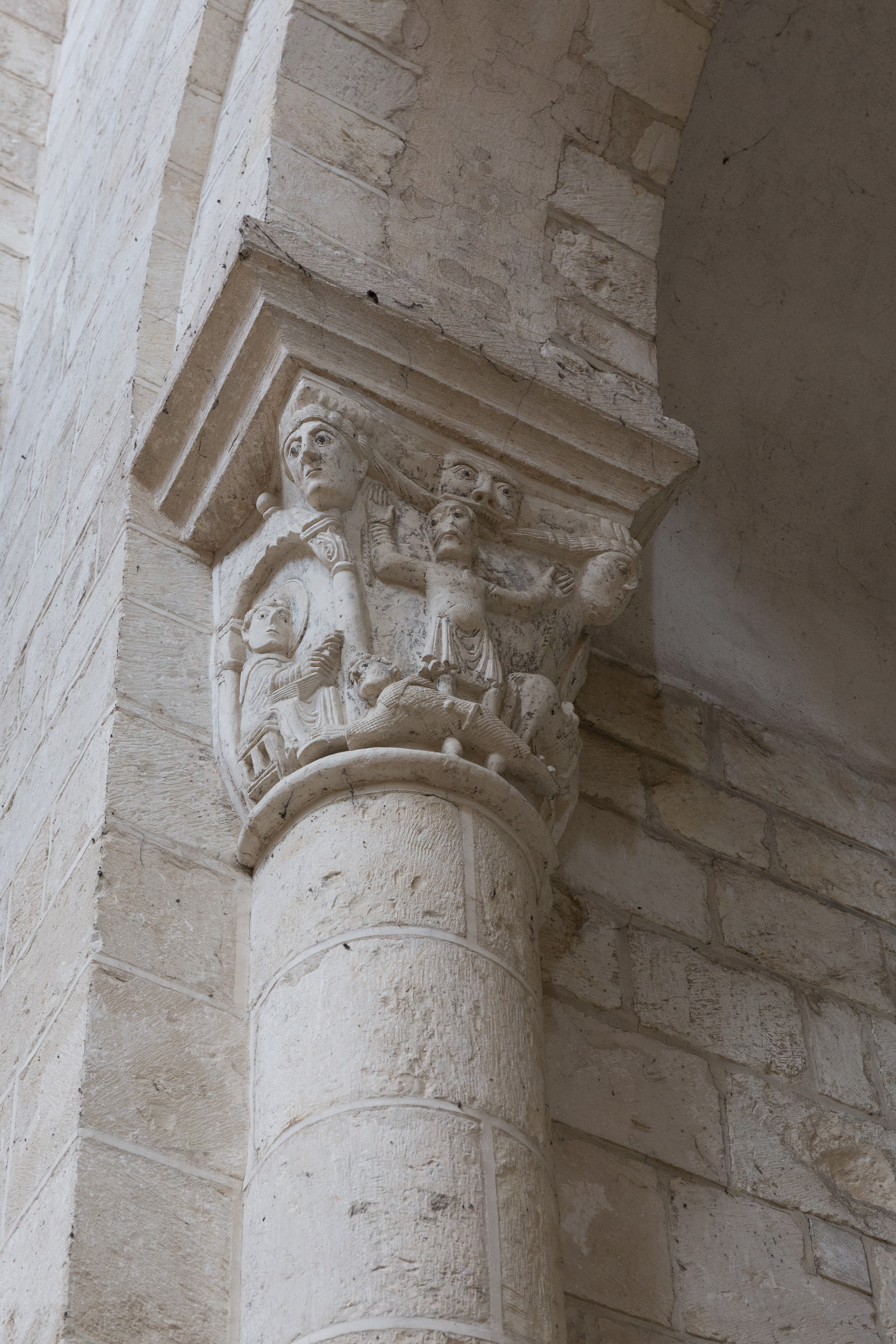
Transeptul Nord - Gotul și captivul său în fața Sfântului Benedict.

Transeptul, cu o lungime de 38 de metri, are aceeași înălțime ca nava. Pilaștrii care încadrează crucea transeptului sunt masivi și prelungiți spre vest, formând astfel contraforturi pentru a prelua forțele exercitate de cupolă. Aceasta este construită pe un plan octogonal și se sprijină în colțuri pe trompe.
Brațele transeptului sunt acoperite cu bolți în leagăn, care inițial erau semicirculare, dar astăzi sunt frânte. Brațul sudic al transeptului a fost reconstruit între 1840 și 1863, după modelul celui nordic, care a fost restaurat în 1866 și 1867. Două absidiole în formă de hemiciclu, acoperite cu bolți în semicupolă, se deschid spre est. Arcurile de intrare în semicerc se sprijină pe capiteluri sculptate cu motive istorice.
Capitelurile de pe pilaștrii crucii transeptului, construite la începutul lucrărilor la cor, pot fi printre cele mai vechi dintre cele care împodobesc corul și transeptul. Este posibil ca ele să provină dintr-o biserică anterioară. Pe pilaștrii din estul crucii transeptului, capiteluri reconstruite din fragmente reprezintă rămășițele Sfântului Benedict și ale Sfintei Scolastica în același mormânt. Un alt capitel ilustrează, probabil, triumful sfântului.
În brațul nordic al transeptului, un capitel sculptat prezintă Ispitirea Sfântului Benedict, înfățișând sfântul dezbrăcat respingând o femeie în timp ce se rostogolește într-un tufiș de spini.
În prima capelă, pe capitelul din stânga, se poate vedea un Hristos nimbat, răstignit, înconjurat de personaje care stau în picioare sau prosternate la picioarele sale. Acest capitel poartă inscripția HUGO MONACHIS, probabil referindu-se la Hugues de Saint-Marie, călugăr al abației, autor de tratate și continuator al Miracolelor Sfântului Benedict. Acest nume apare și pe un alt capitel din cor.
În a doua capelă, capitelul din dreapta reprezintă Daniel între lei, iar cel din stânga îl înfățișează pe Sfântul Benedict alături de gotul Galla, prosternat la picioarele sale, având în spatele lui un țăran pe care îl ține înlănțuit.
Pe peretele vestic al transeptului este încastrată o mască umană, care ar putea proveni dintr-o biserică anterioară.

##### Corul

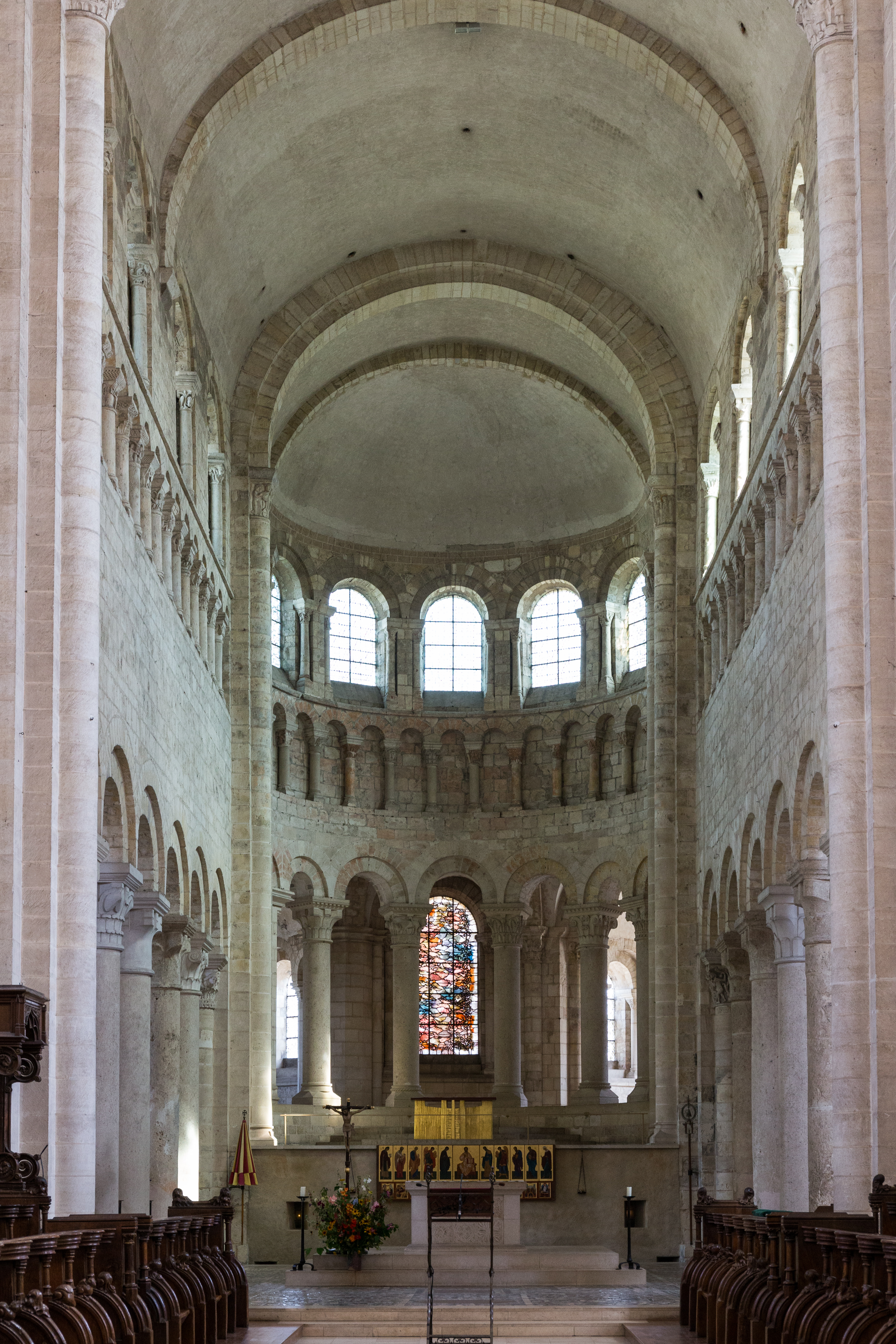
Corul.

Între transept și absidă, corul, având o lungime de peste cincisprezece metri și o înălțime de aproximativ douăzeci de metri, este luminat de patru ferestre în arc semicircular pe fiecare parte, situate deasupra unei arcaturi oarbe cu arce în semicerc sprijinite pe colonete.
Șase arcade mari în semicerc permit comunicarea corului cu colateralele sale, care sunt acoperite cu bolți în leagăn și care, odinioară, purtau urme de gravuri. Aceste colaterale sunt iluminate prin ferestre în semicerc.
Cripta săpată sub sanctuar impune o denivelare de aproape doi metri, care a fost modificată în trepte pentru a permite instalarea pavajului. Anterior, o serie de deschideri în peretele estic al criptei permitea o vedere directă spre raclea Sfântului Benedict.
Capitelurile sunt decorate fie cu frunziș stilizat, fie cu motive inspirate din capitelurile antice. Altele prezintă sculpturi narative, ilustrând lupte între monștri, animale, scene de vânătoare, precum și episoade din viața Sfântului Benedict și a Sfântului Maur. Printre reprezentările biblice se regăsesc:
- Samson ridicând porțile Gazei,
- Adorația păstorilor,
- Sfântul Petru mergând pe ape la porunca lui Hristos,
- Răstignirea, cu un Hristos îmbrăcat în tunică, conform tradiției bizantine preluate de carolingieni.
- Un alt capitel înfățișează o Fecioară cu Pruncul, în fața căreia Sfântul Benedict îi prezintă un obiect, posibil un manuscris.

În partea sudică a corului, capitelurile sunt decorate cu scene specifice:
- Pe partea spre transept, este reprezentată Vizitația,
- Pe partea spre sanctuar, apar personaje mici, goale, alergând printre vrejuri sculptate[6][61].

##### Absida și sanctuarul
Sanctuarul, având un plan absidal, este construit deasupra criptei ce adăpostește relicvele Sfântului Benedict, urmându-i configurația. O travee rectangulară, acoperită cu o boltă în leagăn, prelungește structura corului și este delimitată de un arc dublou care se sprijină pe o coloană angajată.
Capătul sanctuarului este închis de o absidă în semicerc, susținută de colonete dispuse în hemiciclu.
Dincolo de sanctuar, se află un deambulatoriu acoperit cu o boltă în leagăn rotunjită, luminat de trei ferestre semicirculare, dintre care una este situată pe axa centrală. De fiecare parte a acestuia, se află o capelă acoperită cu o boltă în semicupolă, fiecare fiind iluminată de trei ferestre semicirculare.
La nord și la sudul falsului transept, sunt alipite două turnuri pe trei niveluri, accesibile printr-o scară în spirală.
Capitelurile din partea sudică prezintă:
- La vest, Sacrificiul lui Avraam,
- La est, Adam și Eva în Paradisul terestru.
- Pe cele patru coloane care încadrează traveea rectangulară sunt sculptate miracolele Sfântului Benedict:

Pe partea nordică:
- Sfântul Benedict ridicând un ciur din lut spart de doica sa,
- Sfântul Maur alergând pe ape pentru a-l salva pe tânărul Placide de la înec.

Pe partea sudică:
- Totila, regele ostrogoților, îngenuncheat în fața Sfântului Benedict,
- Sfântul Benedict învie un copil pe care tatăl său îl depusese la poarta mănăstirii[6][61].

##### Pavajul
Juste Lisch a realizat un plan detaliat al pavajului din cor cu scopul de a-l reasambla la locul său inițial după demontarea altarului din secolul al XVII-lea. O acuarelă realizată de Constant Coursimault în 1920 arată că pavajul se afla încă în starea sa din secolul al XVII-lea.
Între 1531 și 1535, abatele commendatar, cardinalul Antoine Duprat, pentru a câștiga afecțiunea călugărilor săi, a adus din Italia pietre de marmură, jasp, porfir și serpentină pentru a pavimenta sanctuarul. Datările pentru montare sunt controversate, crearea nivelurilor cu pante line de 3 % fiind din secolul al XVI-lea sau în două etape: 1642 și 1660.
Săpăturile din 1958 arată, prin descoperirea unui pavaj similar în cor, că pietrele cardinalului Duprat nu constituie întreaga pavimentare actuală, așa cum se credea. Se pare că acesta a folosit elemente dintr-o biserică anterioară. Descoperirea unor urme ale incendiului din 1026 sub placa pavajului permite stabilirea unei date de realizare, deoarece știm din Vita Gauzlini că Gauzelin a început imediat restaurarea mobilierului corului, instalând un pavaj importat.
Între 1963 și 1976, nivelul solului a fost restabilit la nivelul său din secolul al XII-lea, permițând propunerea unei restaurări a pavajului care fusese oferit de abatele Gauzelin. Această restaurare a fost realizată pe baza textului Vita Gauzlini scris de biograful său André de Fleury.

##### Gisantul lui Philippe Ier
Corpul regelui franc Filip I, al cărui prietenie a fost atât de folositoare călugărilor, a fost îngropat în 1108 în centrul corului. Gisantul poartă șase lei și este decorat cu efigia defunctului în relief. Acesta a fost retăiat în 1830 pentru a face să dispară mutilările. Patru lei sunt complet noi, dar ceilalți doi sunt singurele piese originale.

##### Stalurile
În 1413, a fost comandată o serie de 100 de staluri de la dulgheri și sculptori în lemn din Orléans. Această serie a suferit multe pierderi, modificări și deplasări. Ea corespunde tipului comun de staluri din Evul Mediu. Fizionomia umană este tratată cu o finețe de observație a fețelor locale, dar au mai rămas foarte puține capete. Unele sculpturi evocă lăcomia, lăcomia, lenevirea, bârfa, mânia, dar alte subiecte care se intercalează sunt de o fantezie pură. Ornamentele sunt realizate cu o execuție frumoasă, dar rămân sobru.

#### Portalul nord
La nivelul celei de-a patra travee a navei, pe partea nordică, se află o ușă construită la sfârșitul secolului al XII-lea sau la începutul secolului al XIII-lea, în funcție de autori. Aceasta servea drept intrare pentru vizitatori, partea de nord a incintei monahale formând curtea în care erau amplasate clădirile de servicii și de primire. Este de un mare interes și include în mod special un tympan bogat ornamentat: Hristos în majestatea Sa tronează în mijlocul celor patru evangheliști, sfântul Ioan și sfântul Matei privindu-L, iar sfântul Marcu și sfântul Luca întorcându-și privirea spre simbolul lor respectiv, deoarece, conform tradiției, acești doi din urmă nu L-au cunoscut direct pe Hristos. Văsuirile sunt ornamentate cu ceilalți apostoli și îngeri purtând obiecte liturgice.
O friză decorează lintoul. Ea povestește despre transferul relicvelor sfântului Benedict prin trei evenimente: recuperarea rămășițelor de la Monte Cassino, miracolul învierii copiilor care a permis separarea rămășițelor sfântului Benedict de cele ale surorii sale, sfânta Scolastica, și, în final, primirea entuziastă a relicvelor la sosirea lor la Saint-Benoît. Cu ocazia unei restaurări din 1996, a fost descoperită pe reversul lintoului o sculptură neterminată (o Fecioară înconjurată de apostoli), care arată că programul iconografic a fost modificat și piatra a fost întoarsă.
Acest ansamblu sculptat, odată vopsit, păstra urme de vopsea roșie și verde. Se pare că a suferit din cauza trecerii hughenoților și un număr de capete par a fi fost refăcute în secolul al XVII-lea.

#### Cripta
În criptă, unde odihnesc relicvele sfântului Benedict, totul este organizat pentru a permite vizualizarea chasului sfântului. Pilonul central este golit prin trei mici feronerie care permit un trecere vizuală. Din această bază ies toate arcurile duble ale criptelor. Legătura vizuală cu corul se făcea prin mici feronerie care astăzi sunt închise.
Se pot recunoaște planul și dispozițiile primare. În jurul confesionalului central, acoperit cu o boltă în formă de berceau, un dublu deambulatoriu este acoperit cu bolți de arce. Traveea axului este străpunsă de o fereastră. De fiecare parte se deschide o capelă radiată, acoperită cu o boltă în formă de semicalotă și iluminată printr-o fereastră. Două capele semicirculare sunt luminată de două feronerie. Această criptă, redeschisă și restaurată între 1861 și 1865, a fost abandonată în 1638, după ce a fost separată de colaterale în 1633 și de cor între 1531 și 1535. Zece capiteluri noi sunt sculptate, iar celelalte restaurate în 1865.

##### Sala tezaurului
La sud se află o sală rectangulară numită Sala Tezaurului, cunoscută și ca criptă sau capelă a sfântului Mommole. Ea poate fi datată în secolul X, iar tehnicile sale de construcție dovedesc că este anterioară bisericii actuale și că a fost izolată. Este acoperită de șase compartimente de bolți de arce în blocaj, fără dublouri, sprijinite pe pilastre și două coloane. Capitele, foarte aplatizate, sunt formate din penetrarea unei sfere într-un cub și decorate cu motive triangulare care se regăsesc și pe soclurile bazelor.

#### Obiecte clasificate

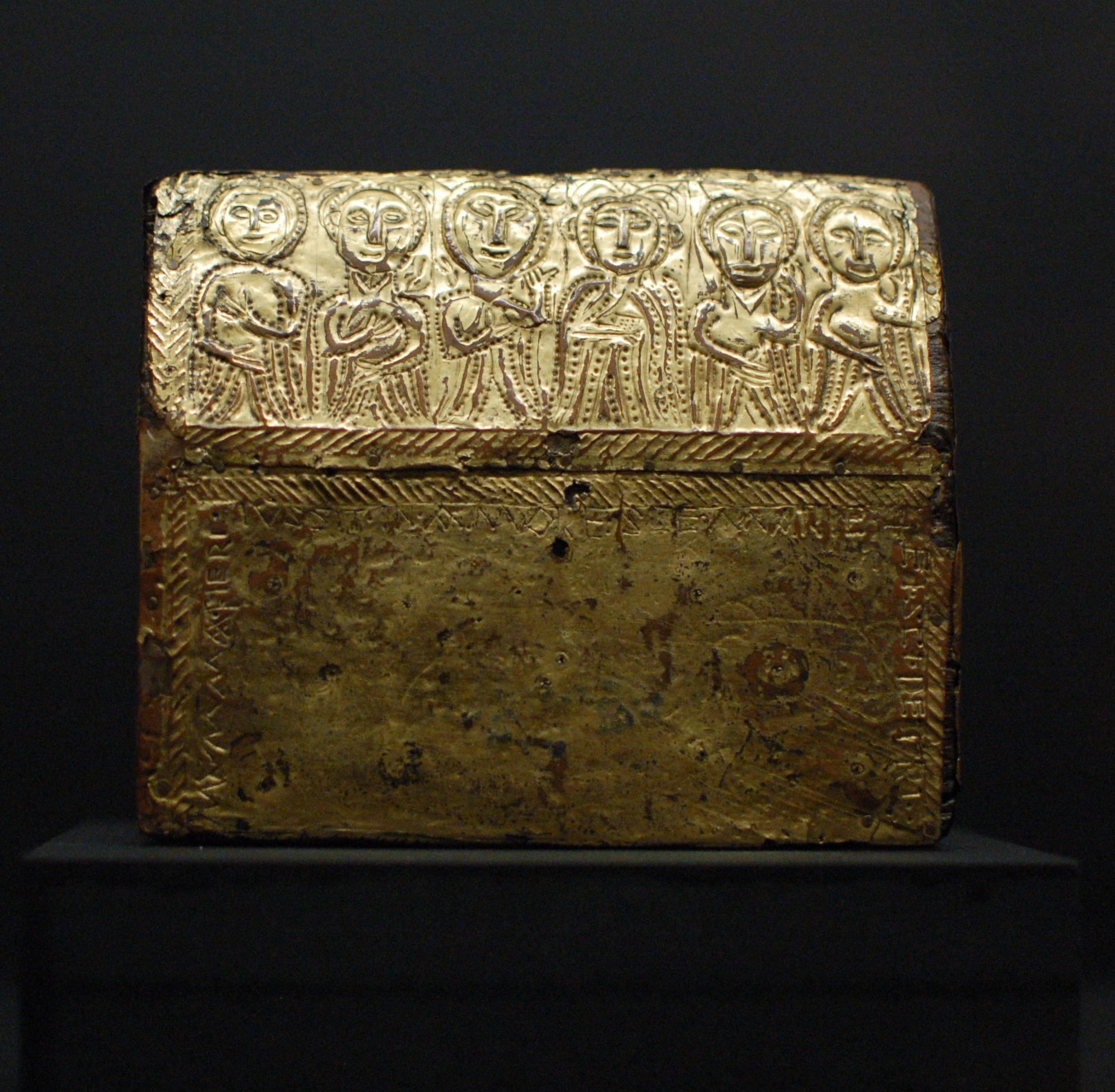
Racla lui Mumma.

Abatia are 46 de obiecte clasificate, de la cele trei sarcofage din Evul Mediu timpuriu până la raclele din secolul al XIX-lea.
În 1642, în fundațiile altarului de Notre-Dame de Fleury, a fost descoperită o raclă din secolul al VII-lea, ale cărei inscripții o atribuie lui Mumma, poate abatelui Mommole. Aceasta este confecționată din lemn și acoperită cu cupru cizelat, având dimensiunile de 13 × 11 cm și o înălțime de 4,8 cm. Pe partea superioară sunt reprezentați șase personaje, iar pe partea inferioară apar zece cercuri și cruci palmiforme. Formele sunt foarte simple, asemănătoare cu reliefurile epocii. Pe fața posterioară, o inscripție oferă informații prețioase: MUMMA FIERI IUSSIT IN AMORESCE MARIE ET SCI PETRI.
Între obiectele prețioase se regăsesc, de asemenea, un toiag pastoral din secolele al XI-lea sau al XII-lea, o cruce de procesiune din secolul al XVI-lea, un relicvar-tămâietor din secolul al XVII-lea, precum și racle din secolele al XVII-lea și al XIX-lea...
În depozitul lapidar sunt reunite o urnă funerară din secolul al VIII-lea, sculpturi din secolul al XI-lea: un cap de bărbat cu mustață, un cap de bărbat fără barbă, sfinte femei, un altar al sfântului Benedict din piatră, datând din secolul al XI-lea, decorat cu reprezentarea unui oraș, un pavaj din secolul al XV-lea cu un leu încoronat, o cruce și flori de crin...
Printre alte obiecte se remarcă un clopot și trei plăci decorative din secolul al VIII-lea, placa funerară a abatelui Vrain din secolul al XI-lea, șase capiteluri din secolul al XI-lea și unul din secolul al XII-lea, o statuetă a Fecioarei Maria din secolul al XIV-lea...
La Muzeul istoric și arheologic al Orléanais din Orléans este depozitată o serie de capiteluri din secolul al XII-lea.

#### Orga

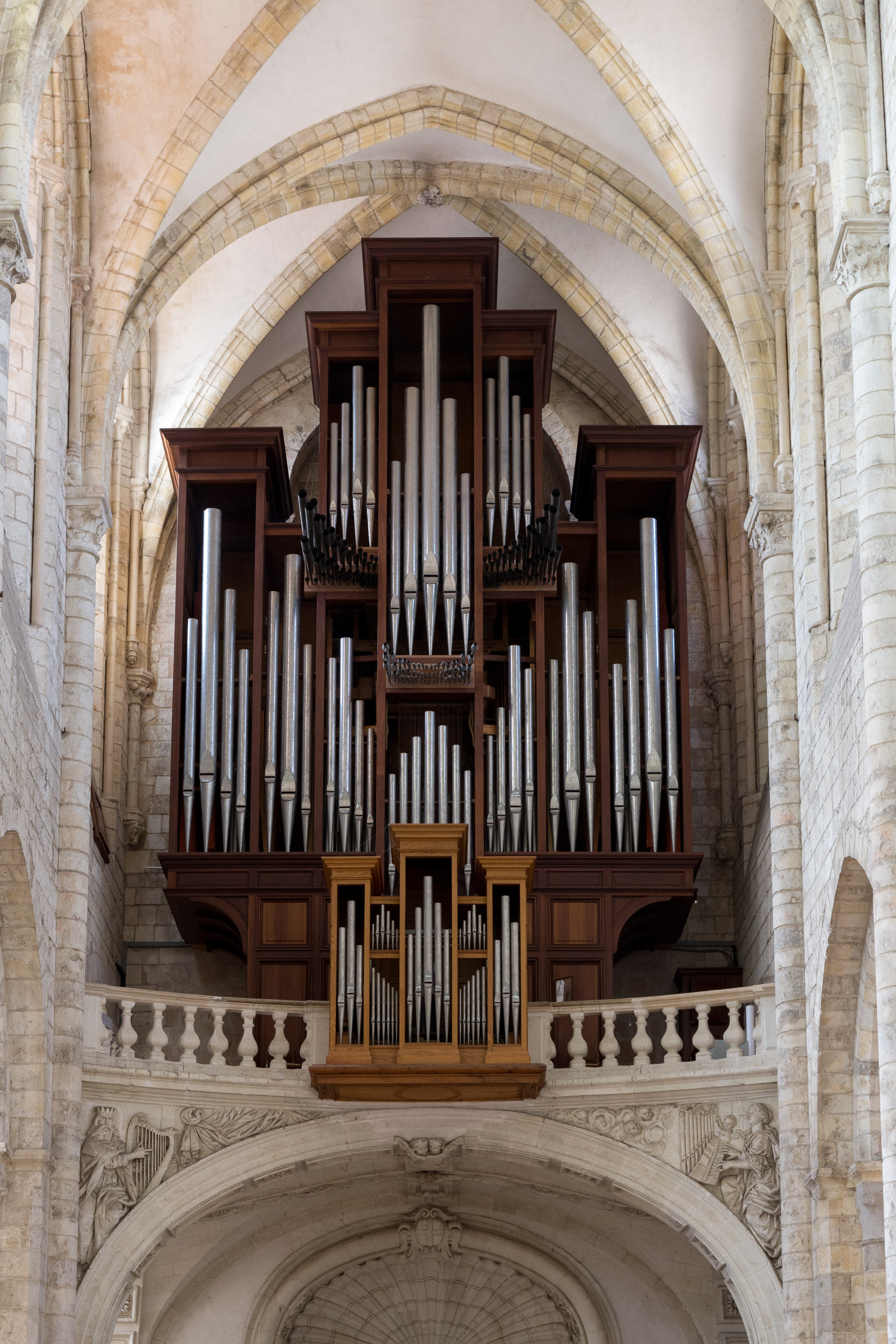
Orga lui Alain Sals (1983).

Orga actuală a abației din Saint-Benoît-sur-Loire provine dintr-un schimb realizat la începutul secolului al XIX-lea cu cea a catedralei Sainte-Croix din Orléans.
La începutul secolului al XVI-lea, abația din Saint-Benoît-sur-Loire avea o orgă amplasată pe jubeu, dar aceasta a fost distrusă de hughenoți în 1562. A fost nevoie să se aștepte sosirea congregației de Saint-Maur pentru ca abatele Louis Barbier de la Rivière să comande, în 1656, un nou instrument de la Noël Grantin, un constructor de orgi originar din Orléans și stabilit la Dijon. Orga a fost instalată deasupra marii porți a navei. În 1661, același constructor i-a adăugat 33 de registre și trei claviaturi. Patruzeci de ani mai târziu, din lipsă de întreținere, instrumentul era într-o stare precară.
Între 1702 și 1705, Jean Brocart și fratele Nicolas Puval au lucrat la o nouă orgă, instalată pe o tribună din piatră la intrarea în biserică. Aceasta a fost reparată în 1719 de constructorul de orgi Le Roy, care a adăugat câteva registre și o nouă claviatură. În 1720, instrumentul restaurat și extins avea patru claviaturi.
La 6 mai 1790, după desființarea congregațiilor, în inventarul abației figurează o orgă de șaisprezece picioare și burdufuri, însoțite de o lemnărie foarte frumoasă.
La începutul secolului al XIX-lea, orga din Saint-Benoît-sur-Loire era mai importantă decât cea a catedralei Sainte-Croix din Orléans, iar episcopul Étienne-Alexandre Bernier a cerut orga abației de la achizitorul bunurilor naționale, arhitectul Benoît Lebrun, care nu era sigur că îi aparținea de drept. În ciuda rezistenței locuitorilor din Saint-Benoît-sur-Loire, orga a fost transferată la Orléans sub protecția forțelor publice și a fost înlocuită cu cea a catedralei Sainte-Croix în 1821.
Orga catedralei Sainte-Croix, devenită cea a abației din Saint-Benoît-sur-Loire, a fost construită în 1657 de Noël Grantin, restaurată în 1704 de François Thierry și revizuită în 1774 de Jean Baptiste Isnard. Aceasta avea șaisprezece registre, o claviatură de Récit cu 37 de note și un pedalier cu 18 note. În 1860, a fost restaurată și extinsă la douăzeci de registre de către constructorul de orgi Alfred Loriot din Orléans. Între 1935 și 1936, a fost din nou restaurată și modernizată de Victor Gonzalez, care i-a adăugat un nou sommier cu 54 de registre vechi completate de cinci registre noi. Pedalierul a fost extins la treizeci de note.
În 1977, Alain Sals a realizat o restaurare importantă, iar în 1981 firma Riguet din Châteauneuf-sur-Loire a construit un nou buffet pentru orgă. Noul instrument are o construcție clasică, cu 35 de registre, dintre care o parte importantă provine din secolele al XVII-lea și al XVIII-lea, fiind conservată și restaurată. În 2008, orga a fost din nou restaurată de Alain Sals, iar nouă dintre cele 36 de registre sunt alcătuite din tuburile originale.

#### Vitraliile
Vitraliile actuale ale abației au fost concepute de artistul Bernard Foucher între 1973 și 1987, în colaborare cu atelierul de vitralii al mănăstirii din Saint-Benoît.

## Protecția ca monument istoric
Biserica abațială a fost clasificată ca monument istoric prin lista din 1840, iar terenul din jur, cu o suprafață de 96 m², a fost clasificat ca monument istoric la 21 martie 1941. De asemenea, 46 de obiecte, printre care o raclă din secolul al VII-lea, sunt clasificate ca obiecte de patrimoniu.
Situl se află în partea de est a văii Loarei, care este clasificată ca patrimoniu mondial UNESCO.